# Medaliści Zimowych Igrzysk Olimpijskich 2014

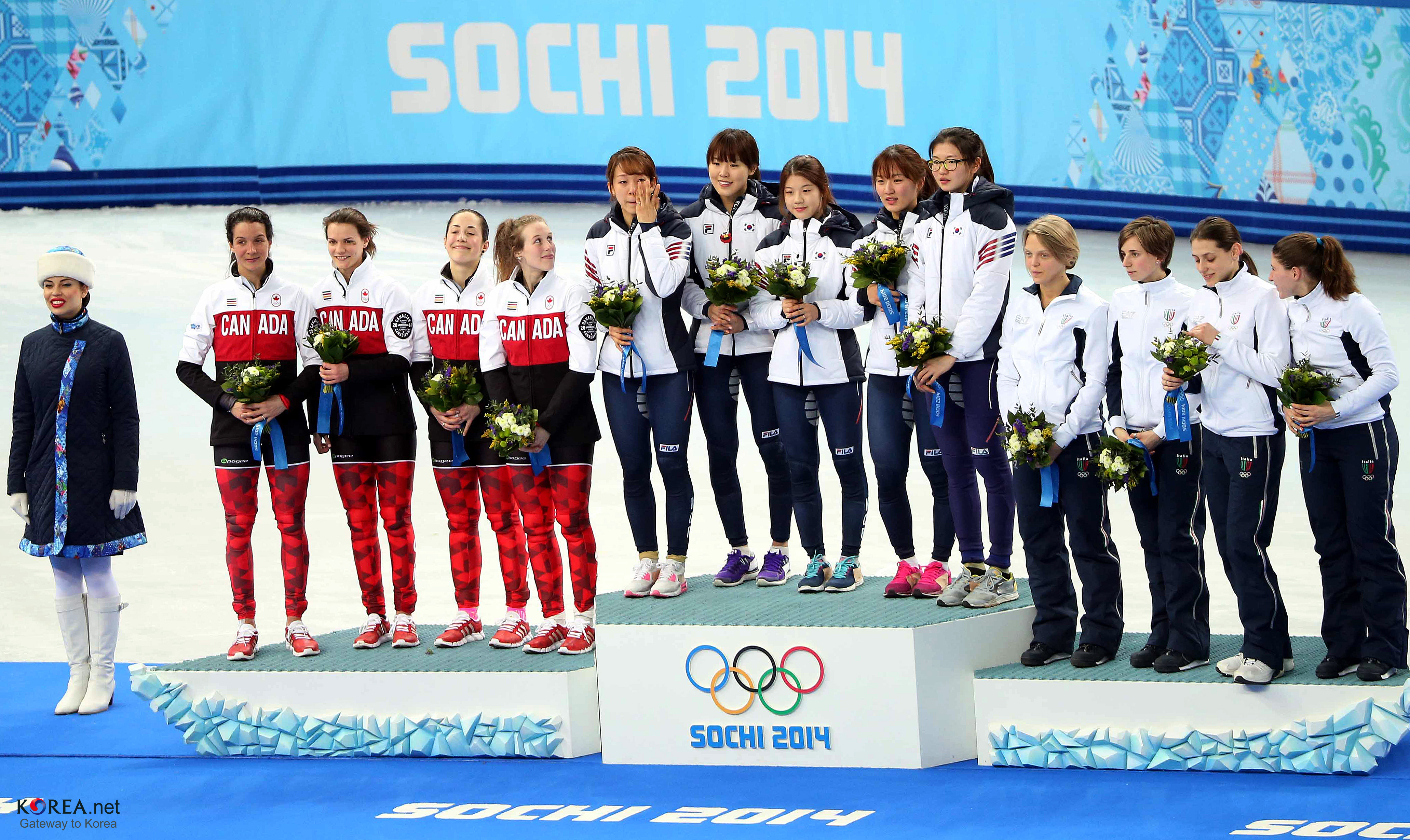
Medalistki sztafety kobiet w short tracku na igrzyskach w Soczi

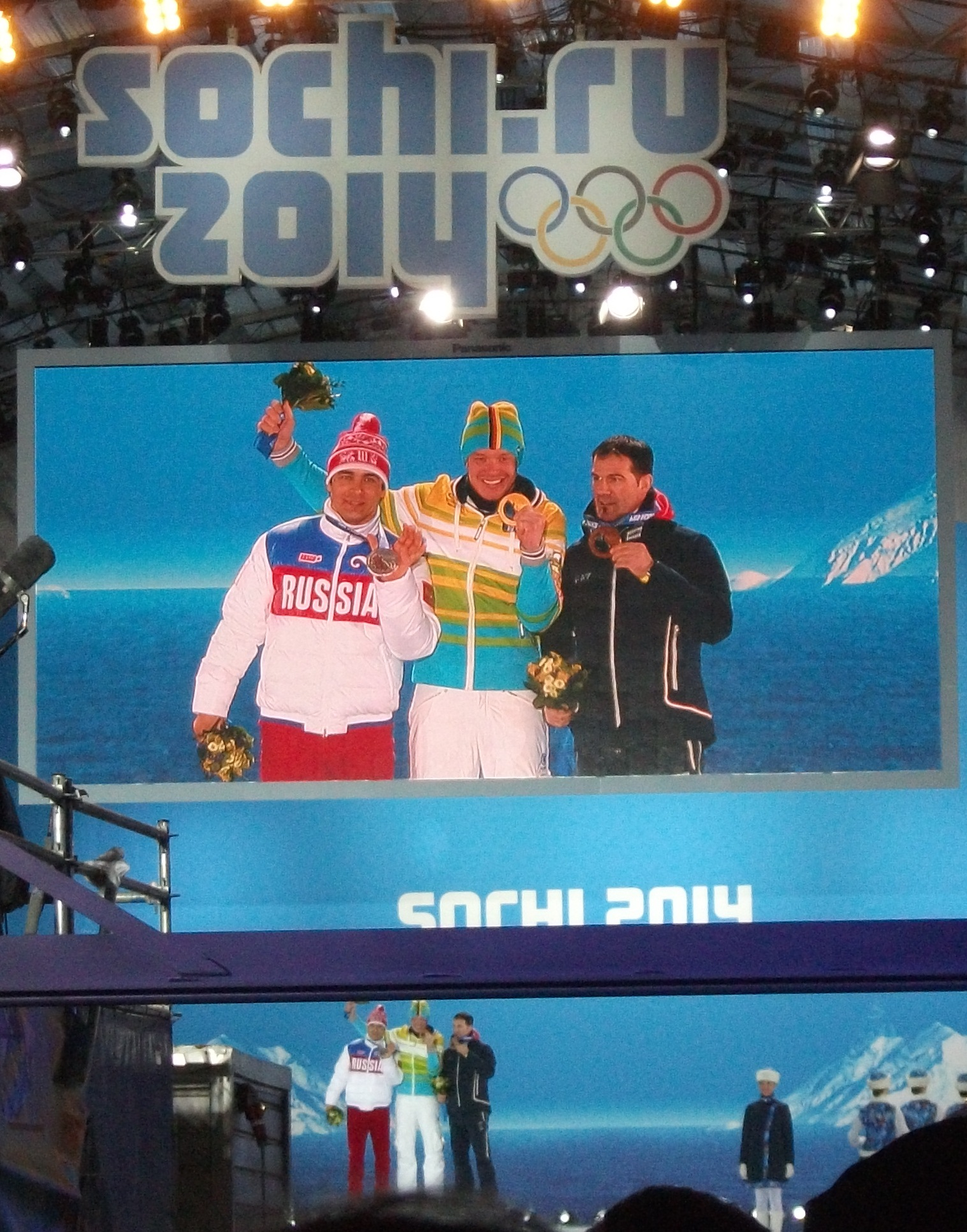
Medaliści w saneczkarskich jedynkach mężczyzn na igrzyskach w Soczi; od lewej: Albert Diemczenko (srebro), Felix Loch (złoto), Armin Zöggeler (brąz)

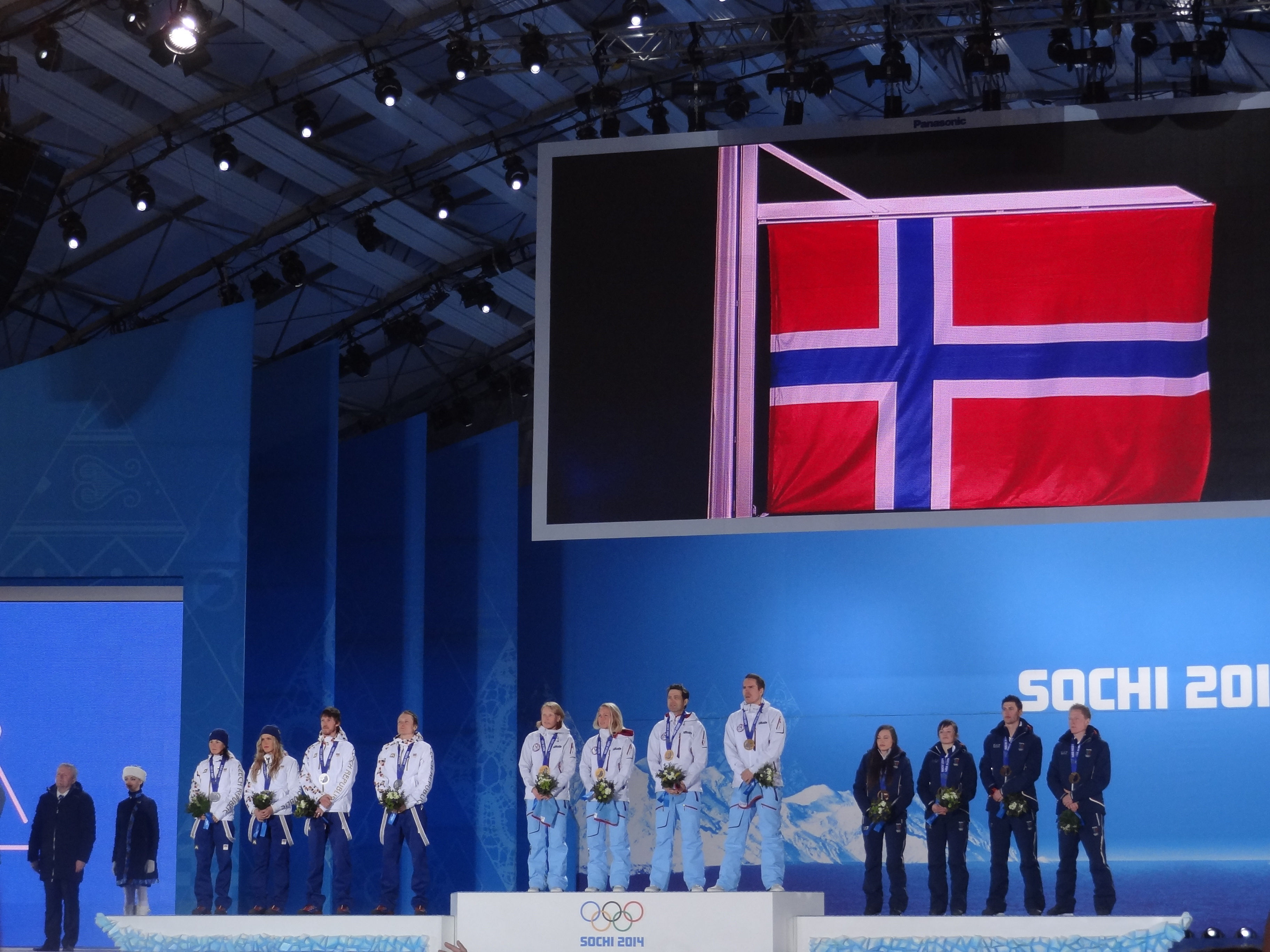
Medaliści w biathlonowej sztafecie mieszanej na igrzyskach w Soczi

Medaliści Zimowych Igrzysk Olimpijskich 2014 – zestawienie zawodników, zawodniczek i drużyn, które zdobyły przynajmniej jeden medal olimpijski podczas igrzysk w Soczi w 2014 roku.
Medale przyznano w 98 konkurencjach rozegranych w 15 dyscyplinach sportowych. Najwięcej medali olimpijskich zdobyli gospodarze igrzysk, reprezentanci Rosji – 29 (11 złotych, 9 srebrnych i 9 brązowych). Drugie miejsce w klasyfikacji medalowej zajęła Norwegia (26 medali – 11 złotych, 5 srebrnych i 10 brązowych), a trzecie Kanada (25 medali – 10 złotych, 10 srebrnych i 5 brązowych).
Najbardziej utytułowanym zawodnikiem igrzysk został reprezentant Rosji w short tracku, Wiktor Ahn, w dorobku którego znalazły się cztery medale (trzy złote i jeden brązowy). Po trzy złote medale zdobyły również: norweska biegaczka narciarska Marit Bjørgen i białoruska biathlonistka Darja Domraczewa. Najwięcej medali wszystkich kolorów zdobyła holenderska panczenistka Ireen Wüst – pięć (dwa złote i trzy srebrne).
W dniu zakończenia igrzysk olimpijskich w Soczi reprezentacja Rosji miała na koncie 33 medale – 13 złotych, 11 srebrnych i 9 brązowych. Blisko cztery lata po igrzyskach, tj. w listopadzie i grudniu 2017 roku, Międzynarodowy Komitet Olimpijski ukarał dyskwalifikacją liczną grupę rosyjskich zawodników podejrzanych o stosowanie środków dopingujacych.
Komisja Oswalda działająca z ramienia MKOl nałożyła dyskwalifikację na: Aleksandra Legkowa i Maksima Wylegżanina w biegach narciarskich (w efekcie medal utracili również członkowie rosyjskiej sztafety – Dmitrij Japarow i Aleksandr Biessmiertnych), Aleksandra Zubkowa i Aleksieja Wojwodę w bobslejach (w efekcie medal utracili także członkowie rosyjskiej czwórki – Dmitrij Trunienkow i Aleksiej Niegodajło), Aleksandra Trietjakowa i Jelenę Nikitinę w skeletonie, Olgę Wiłuchinę w biathlonie (w efekcie medal utraciły również pozostałe członkinie rosyjskiej sztafety – Jana Romanowa, Olga Zajcewa i Jekatierina Szumiłowa), Alberta Diemczenkę i Tatjanę Iwanową w saneczkarstwie (w efekcie medal utracili też pozostali członkowie sztafety rosyjskiej – Aleksandr Dienisjew i Władisław Antonow) oraz Olgę Fatkulinę w łyżwiarstwie szybkim. Łącznie, w porównaniu do dnia kończącego igrzyska, Rosja została pozbawiona 13 medali – 4 złotych, 8 srebrnych i 1 brązowego.
Rosjanie złożyli odwołanie do Sportowego Sądu Arbitrażowego, który w lutym 2018 roku uchylił większość dyskwalifikacji nałożonych przez MKOl. Dyskwalifikacje cofnięto wszystkim poza bobsleistami i biathlonistkami, co finalnie skutkowało utratą nie trzynastu, a czterech medali przez reprezentację Rosji. Miejsca zajęte w dniu zawodów przez Wiłuchinę w sprincie kobiet, rosyjską sztafetę kobiet w biathlonie, rosyjską dwójkę i czwórkę pozostają nieobsadzone.

## Medaliści według dyscyplin

### Biathlon
| Konkurencja                |          | Złoto                                                                       |            | Srebro                                                                    |          | Brąz                                                                            | Źr.          |
| -------------------------- | -------- | --------------------------------------------------------------------------- | ---------- | ------------------------------------------------------------------------- | -------- | ------------------------------------------------------------------------------- | ------------ |
| Sprint mężczyzn            | Norwegia | Ole Einar Bjørndalen                                                        | Austria    | Dominik Landertinger                                                      | Czechy   | Jaroslav Soukup                                                                 | [ 11 ]       |
| Bieg pościgowy mężczyzn    | Francja  | Martin Fourcade                                                             | Czechy     | Ondřej Moravec                                                            | Francja  | Jean-Guillaume Béatrix                                                          | [ 12 ]       |
| Bieg masowy mężczyzn       | Norwegia | Emil Hegle Svendsen                                                         | Francja    | Martin Fourcade                                                           | Czechy   | Ondřej Moravec                                                                  | [ 13 ]       |
| Bieg indywidualny mężczyzn | Francja  | Martin Fourcade                                                             | Niemcy     | Erik Lesser                                                               | Rosja    | Jewgienij Garaniczew                                                            | [ 14 ]       |
| Sztafeta mężczyzn          | Rosja    | Rosja Aleksiej Wołkow Jewgienij Ustiugow Dmitrij Małyszko Anton Szypulin    | Niemcy     | Niemcy Erik Lesser Daniel Böhm Arnd Peiffer Simon Schempp                 | Austria  | Austria Christoph Sumann Daniel Mesotitsch Simon Eder Dominik Landertinger      | [ 15 ]       |
| Sprint kobiet              | Słowacja | Anastasija Kuźmina                                                          | –          | –                                                                         | Ukraina  | Wita Semerenko                                                                  | [ 16 ] [ 7 ] |
| Bieg pościgowy kobiet      | Białoruś | Darja Domraczewa                                                            | Norwegia   | Tora Berger                                                               | Słowenia | Teja Gregorin                                                                   | [ 17 ]       |
| Bieg masowy kobiet         | Białoruś | Darja Domraczewa                                                            | Czechy     | Gabriela Koukalová                                                        | Norwegia | Tiril Eckhoff                                                                   | [ 18 ]       |
| Bieg indywidualny kobiet   | Białoruś | Darja Domraczewa                                                            | Szwajcaria | Selina Gasparin                                                           | Białoruś | Nadieżda Skardino                                                               | [ 19 ]       |
| Sztafeta kobiet            | Ukraina  | Ukraina Wita Semerenko Julija Dżima Wałentyna Semerenko Ołena Pidhruszna    | –          | –                                                                         | Norwegia | Norwegia Fanny Horn Welle-Strand Tiril Eckhoff Ann Kristin Flatland Tora Berger | [ 20 ] [ 7 ] |
| Sztafeta mieszana          | Norwegia | Norwegia Tora Berger Tiril Eckhoff Ole Einar Bjørndalen Emil Hegle Svendsen | Czechy     | Czechy Veronika Vítková Gabriela Koukalová Jaroslav Soukup Ondřej Moravec | Włochy   | Włochy Dorothea Wierer Karin Oberhofer Dominik Windisch Lukas Hofer             | [ 21 ]       |

### Biegi narciarskie
| Konkurencja                  |            | Złoto                                                              |           | Srebro                                                                            |          | Brąz                                                                                | Źr.    |
| ---------------------------- | ---------- | ------------------------------------------------------------------ | --------- | --------------------------------------------------------------------------------- | -------- | ----------------------------------------------------------------------------------- | ------ |
| Sprint indywidualny mężczyzn | Norwegia   | Ola Vigen Hattestad                                                | Szwecja   | Teodor Peterson                                                                   | Szwecja  | Emil Jönsson                                                                        | [ 22 ] |
| Sprint drużynowy mężczyzn    | Finlandia  | Finlandia Iivo Niskanen Sami Jauhojärvi                            | Rosja     | Rosja Nikita Kriukow Maksim Wylegżanin                                            | Szwecja  | Szwecja Emil Jönsson Teodor Peterson                                                | [ 23 ] |
| Bieg indywidualny mężczyzn   | Szwajcaria | Dario Cologna                                                      | Szwecja   | Johan Olsson                                                                      | Szwecja  | Daniel Richardsson                                                                  | [ 24 ] |
| Bieg łączony mężczyzn        | Szwajcaria | Dario Cologna                                                      | Szwecja   | Marcus Hellner                                                                    | Norwegia | Martin Johnsrud Sundby                                                              | [ 25 ] |
| Sztafeta mężczyzn            | Szwecja    | Szwecja Lars Nelson Daniel Richardsson Johan Olsson Marcus Hellner | Rosja     | Rosja Dmitrij Japarow Aleksandr Biessmiertnych Aleksandr Legkow Maksim Wylegżanin | Francja  | Francja Jean-Marc Gaillard Maurice Manificat Robin Duvillard Ivan Perrillat Boiteux | [ 26 ] |
| Bieg masowy mężczyzn         | Rosja      | Aleksandr Legkow                                                   | Rosja     | Maksim Wylegżanin                                                                 | Rosja    | Ilja Czernousow                                                                     | [ 27 ] |
| Sprint indywidualny kobiet   | Norwegia   | Maiken Caspersen Falla                                             | Norwegia  | Ingvild Flugstad Østberg                                                          | Słowenia | Vesna Fabjan                                                                        | [ 28 ] |
| Sprint drużynowy kobiet      | Norwegia   | Norwegia Ingvild Flugstad Østberg Marit Bjørgen                    | Finlandia | Finlandia Aino-Kaisa Saarinen Kerttu Niskanen                                     | Szwecja  | Szwecja Ida Ingemarsdotter Stina Nilsson                                            | [ 29 ] |
| Bieg indywidualny kobiet     | Polska     | Justyna Kowalczyk                                                  | Szwecja   | Charlotte Kalla                                                                   | Norwegia | Therese Johaug                                                                      | [ 30 ] |
| Bieg łączony kobiet          | Norwegia   | Marit Bjørgen                                                      | Szwecja   | Charlotte Kalla                                                                   | Norwegia | Heidi Weng                                                                          | [ 31 ] |
| Sztafeta kobiet              | Szwecja    | Szwecja Ida Ingemarsdotter Emma Wikén Anna Haag Charlotte Kalla    | Finlandia | Finlandia Anne Kyllönen Aino-Kaisa Saarinen Kerttu Niskanen Krista Lähteenmäki    | Niemcy   | Niemcy Nicole Fessel Stefanie Böhler Claudia Nystad Denise Herrmann                 | [ 32 ] |
| Bieg masowy kobiet           | Norwegia   | Marit Bjørgen                                                      | Norwegia  | Therese Johaug                                                                    | Norwegia | Kristin Størmer Steira                                                              | [ 33 ] |

### Bobsleje
| Konkurencja      |        | Złoto                                  |                   | Srebro                                                                 |                   | Brąz                                                          | Źr.                |
| ---------------- | ------ | -------------------------------------- | ----------------- | ---------------------------------------------------------------------- | ----------------- | ------------------------------------------------------------- | ------------------ |
| Dwójki mężczyzn  | –      | –                                      | Szwajcaria        | Szwajcaria Beat Hefti Alex Baumann                                     | Stany Zjednoczone | USA Steven Holcomb Steve Langton                              | [ 34 ] [ 4 ] [ 5 ] |
| Czwórki mężczyzn | –      | –                                      | Łotwa             | Łotwa Oskars Melbārdis Arvis Vilkaste Daumants Dreiškens Jānis Strenga | Stany Zjednoczone | USA Steven Holcomb Steve Langton Chris Fogt Curtis Tomasevicz | [ 35 ] [ 4 ] [ 5 ] |
| Dwójki kobiet    | Kanada | Kanada Kaillie Humphries Heather Moyse | Stany Zjednoczone | USA Elana Meyers Lauryn Williams                                       | Stany Zjednoczone | USA Jamie Greubel Aja Evans                                   | [ 36 ]             |

### Curling
| Konkurencja      |        | Złoto                                                                     |                 | Srebro                                                                                            |                 | Brąz                                                                              | Źr.    |
| ---------------- | ------ | ------------------------------------------------------------------------- | --------------- | ------------------------------------------------------------------------------------------------- | --------------- | --------------------------------------------------------------------------------- | ------ |
| Turniej mężczyzn | Kanada | Kanada Brad Jacobs Ryan Fry Eric Harnden Ryan Harnden Caleb Flaxey        | Wielka Brytania | Wielka Brytania David Murdoch Greg Drummond Scott Andrews Michael Goodfellow Tom Brewster         | Szwecja         | Szwecja Niklas Edin Sebastian Kraupp Fredrik Lindberg Viktor Kjäll Oskar Eriksson | [ 37 ] |
| Turniej kobiet   | Kanada | Kanada Jennifer Jones Kaitlyn Lawes Jill Officer Dawn McEwen Kirsten Wall | Szwecja         | Szwecja Maria Prytz Christina Bertrup Maria Wennerström Margaretha Sigfridsson Agnes Knochenhauer | Wielka Brytania | Wielka Brytania Eve Muirhead Anna Sloan Vicki Adams Claire Hamilton Lauren Gray   | [ 38 ] |

### Hokej na lodzie
| Konkurencja      |        | Złoto |                   | Srebro |            | Brąz | Źr.                                       |
| ---------------- | ------ | --- | ----------------- | --- | ---------- | --- | ----------------------------------------- |
| Turniej mężczyzn | Kanada | Kanada Jamie Benn Patrice Bergeron Jay Bouwmeester Jeff Carter Sidney Crosby Drew Doughty Matt Duchene Ryan Getzlaf Dan Hamhuis Duncan Keith Chris Kunitz Roberto Luongo Patrick Marleau Rick Nash Corey Perry Alex Pietrangelo Carey Price Patrick Sharp Mike Smith Martin St. Louis P.K. Subban John Tavares Jonathan Toews Marc-Édouard Vlasic Shea Weber | Szwecja           | Szwecja Daniel Alfredsson Nicklas Bäckström Patrik Berglund Alexander Edler Oliver Ekman Larsson Jhonas Enroth Jimmie Ericsson Jonathan Ericsson Loui Eriksson Jonas Gustavsson Carl Hagelin Niklas Hjalmarsson Marcus Johansson Erik Karlsson Niklas Kronwall Marcus Krüger Gabriel Landeskog Henrik Lundqvist Gustav Nyquist Johnny Oduya Daniel Sedin Jakob Silfverberg Alexander Steen Henrik Tallinder Henrik Zetterberg | Finlandia  | Finlandia Juhamatti Aaltonen Aleksandr Barkov Mikael Granlund Juuso Hietanen Jarkko Immonen Jussi Jokinen Olli Jokinen Leo Komarov Petri Kontiola Lauri Korpikoski Lasse Kukkonen Jori Lehterä Kari Lehtonen Sami Lepistö Olli Määttä Antti Niemi Antti Pihlström Tuukka Rask Tuomo Ruutu Sakari Salminen Sami Salo Teemu Selänne Kimmo Timonen Ossi Väänänen Sami Vatanen | [ 39 ] [ 40 ] [ 41 ] [ 42 ] [ 43 ] [ 44 ] |
| Turniej kobiet   | Kanada | Kanada Meghan Agosta-Marciano Gillian Apps Mélodie Daoust Laura Fortino Jayna Hefford Haley Irwin Brianne Jenner Rebecca Johnston Jocelyne Larocque Charline Labonté Meaghan Mikkelson Caroline Ouellette Marie-Philip Poulin Lauriane Rougeau Natalie Spooner Shannon Szabados Jennifer Wakefield Catherine Ward Tara Watchorn Hayley Wickenheiser          | Stany Zjednoczone | USA Kacey Bellamy Megan Bozek Alex Carpenter Julie Chu Kendall Coyne Brianna Decker Meghan Duggan Lyndsey Fry Amanda Kessel Hilary Knight Jocelyne Lamoureux Monique Lamoureux Gigi Marvin Michelle Picard Josephine Pucci Molly Schaus Anne Schleper Kelli Stack Lee Stecklein Jessie Vetter | Szwajcaria | Szwajcaria Livia Altmann Laura Benz Sara Benz Nicole Bullo Romy Eggimann Sarah Forster Angela Frautschi Jessica Lutz Julia Marty Stefanie Marty Alina Müller Katrin Nabholz Evelina Raselli Florence Schelling Lara Stalder Phoebe Stanz Anja Stiefel Sandra Thalmann Nina Waidacher                                                                                       | [ 42 ] [ 45 ] [ 46 ]                      |

### Kombinacja norweska
| Konkurencja             |          | Złoto                                                           |          | Srebro                                                             |          | Brąz                                                                 | Źr.    |
| ----------------------- | -------- | --------------------------------------------------------------- | -------- | ------------------------------------------------------------------ | -------- | -------------------------------------------------------------------- | ------ |
| Skocznia duża/10 km     | Norwegia | Jørgen Gråbak                                                   | Norwegia | Magnus Moan                                                        | Niemcy   | Fabian Rießle                                                        | [ 47 ] |
| Skocznia normalna/10 km | Niemcy   | Eric Frenzel                                                    | Japonia  | Akito Watabe                                                       | Norwegia | Magnus Krog                                                          | [ 48 ] |
| 2014, Soczi             | Norwegia | Norwegia Magnus Moan Håvard Klemetsen Magnus Krog Jørgen Gråbak | Niemcy   | Niemcy Eric Frenzel Björn Kircheisen Johannes Rydzek Fabian Rießle | Austria  | Austria Lukas Klapfer Christoph Bieler Bernhard Gruber Mario Stecher | [ 49 ] |

### Łyżwiarstwo figurowe
| Konkurencja      |                   | Złoto |                  | Srebro |                   | Brąz | Źr.    |
| ---------------- | ----------------- | --- | ---------------- | --- | ----------------- | --- | ------ |
| Soliści          | Japonia           | Yuzuru Hanyū | Kanada           | Patrick Chan | Kazachstan        | Dienis Tien | [ 50 ] |
| Solistki         | Rosja             | Adelina Sotnikowa | Korea Południowa | Kim Yu-na | Włochy            | Carolina Kostner                                                                                                 | [ 51 ] |
| Pary sportowe    | Rosja             | Rosja Tetiana Wołosożar Maksim Trańkow | Rosja            | Rosja Ksienija Stołbowa Fiodor Klimow | Niemcy            | Niemcy Alona Sawczenko Robin Szolkowy                                                                            | [ 52 ] |
| Pary taneczne    | Stany Zjednoczone | USA Meryl Davis Charlie White | Kanada           | Kanada Tessa Virtue Scott Moir | Rosja             | Rosja Jelena Iljinych Nikita Kacałapow                                                                           | [ 53 ] |
| Zawody drużynowe | Rosja             | Rosja Julija Lipnicka Jewgienij Pluszczenko Ksienija Stołbowa Fiodor Klimow Tetiana Wołosożar Maksim Trańkow Jekatierina Bobrowa Dmitrij Sołowjow Jelena Iljinych Nikita Kacałapow | Kanada           | Kanada Kaetlyn Osmond Patrick Chan Kevin Reynolds Meagan Duhamel Eric Radford Kirsten Moore-Towers Dylan Moscovitch Tessa Virtue Scott Moir | Stany Zjednoczone | USA Gracie Gold Ashley Wagner Jeremy Abbott Jason Brown Marissa Castelli Simon Shnapir Meryl Davis Charlie White | [ 54 ] |

### Łyżwiarstwo szybkie
| Konkurencja               |                  | Złoto                                                              |                  | Srebro                                                                               |          | Brąz                                                                      | Źr.                  |
| ------------------------- | ---------------- | ------------------------------------------------------------------ | ---------------- | ------------------------------------------------------------------------------------ | -------- | ------------------------------------------------------------------------- | -------------------- |
| Bieg na 500 m mężczyzn    | Holandia         | Michel Mulder                                                      | Holandia         | Jan Smeekens                                                                         | Holandia | Ronald Mulder                                                             | [ 55 ]               |
| Bieg na 1000 m mężczyzn   | Holandia         | Stefan Groothuis                                                   | Kanada           | Denny Morrison                                                                       | Holandia | Michel Mulder                                                             | [ 56 ]               |
| Bieg na 1500 m mężczyzn   | Polska           | Zbigniew Bródka                                                    | Holandia         | Koen Verweij                                                                         | Kanada   | Denny Morrison                                                            | [ 57 ]               |
| Bieg na 5000 m mężczyzn   | Holandia         | Sven Kramer                                                        | Holandia         | Jan Blokhuijsen                                                                      | Holandia | Jorrit Bergsma                                                            | [ 58 ]               |
| Bieg na 10 000 m mężczyzn | Holandia         | Jorrit Bergsma                                                     | Holandia         | Sven Kramer                                                                          | Holandia | Bob de Jong                                                               | [ 59 ]               |
| Bieg drużynowy mężczyzn   | Holandia         | Holandia Jan Blokhuijsen Sven Kramer Koen Verweij                  | Korea Południowa | Korea Południowa Joo Hyong-jun Kim Cheol-min Lee Seung-hoon                          | Polska   | Polska Zbigniew Bródka Konrad Niedźwiedzki Jan Szymański                  | [ 60 ] [ 61 ] [ 62 ] |
| Bieg na 500 m kobiet      | Korea Południowa | Lee Sang-hwa                                                       | Rosja            | Olga Fatkulina                                                                       | Holandia | Margot Boer                                                               | [ 63 ]               |
| Bieg na 1000 m kobiet     |                  | Zhang Hong                                                         | Holandia         | Ireen Wüst                                                                           | Holandia | Margot Boer                                                               | [ 64 ]               |
| Bieg na 1500 m kobiet     | Holandia         | Jorien ter Mors                                                    | Holandia         | Ireen Wüst                                                                           | Holandia | Lotte van Beek                                                            | [ 65 ]               |
| Bieg na 3000 m kobiet     | Holandia         | Ireen Wüst                                                         | Czechy           | Martina Sáblíková                                                                    | Rosja    | Olga Graf                                                                 | [ 66 ]               |
| Bieg na 5000 m kobiet     | Czechy           | Martina Sáblíková                                                  | Holandia         | Ireen Wüst                                                                           | Holandia | Carien Kleibeuker                                                         | [ 67 ]               |
| Bieg drużynowy kobiet     | Holandia         | Holandia Lotte van Beek Marrit Leenstra Jorien ter Mors Ireen Wüst | Polska           | Polska Katarzyna Bachleda-Curuś Natalia Czerwonka Katarzyna Woźniak Luiza Złotkowska | Rosja    | Rosja Olga Graf Jekatierina Łobyszewa Julija Skokowa Jekatierina Szychowa | [ 60 ] [ 62 ] [ 68 ] |

### Narciarstwo alpejskie
| Konkurencja              |                   | Złoto             |                   | Srebro              |                   | Brąz                 | Źr.    |
| ------------------------ | ----------------- | ----------------- | ----------------- | ------------------- | ----------------- | -------------------- | ------ |
| Superkombinacja mężczyzn | Szwajcaria        | Sandro Viletta    | Chorwacja         | Ivica Kostelić      | Włochy            | Christof Innerhofer  | [ 69 ] |
| Zjazd mężczyzn           | Austria           | Matthias Mayer    | Włochy            | Christof Innerhofer | Norwegia          | Kjetil Jansrud       | [ 70 ] |
| Slalom mężczyzn          | Austria           | Mario Matt        | Austria           | Marcel Hirscher     | Norwegia          | Henrik Kristoffersen | [ 71 ] |
| Slalom gigant mężczyzn   | Stany Zjednoczone | Theodore Ligety   | Francja           | Steve Missillier    | Francja           | Alexis Pinturault    | [ 72 ] |
| Supergigant mężczyzn     | Norwegia          | Kjetil Jansrud    | Stany Zjednoczone | Andrew Weibrecht    | Kanada            | Jan Hudec            | [ 73 ] |
| Supergigant mężczyzn     | Norwegia          | Kjetil Jansrud    | Stany Zjednoczone | Andrew Weibrecht    | Stany Zjednoczone | Bode Miller          | [ 73 ] |
| Superkombinacja kobiet   | Niemcy            | Maria Höfl-Riesch | Austria           | Nicole Hosp         | Stany Zjednoczone | Julia Mancuso        | [ 74 ] |
| Zjazd kobiet             | Szwajcaria        | Dominique Gisin   | –                 | –                   | Szwajcaria        | Lara Gut             | [ 75 ] |
| Zjazd kobiet             | Słowenia          | Tina Maze         | –                 | –                   | Szwajcaria        | Lara Gut             | [ 75 ] |
| Slalom kobiet            | Stany Zjednoczone | Mikaela Shiffrin  | Austria           | Marlies Schild      | Austria           | Kathrin Zettel       | [ 76 ] |
| Slalom gigant kobiet     | Słowenia          | Tina Maze         | Austria           | Anna Fenninger      | Niemcy            | Viktoria Rebensburg  | [ 77 ] |
| Supergigant kobiet       | Austria           | Anna Fenninger    | Niemcy            | Maria Höfl-Riesch   | Austria           | Nicole Hosp          | [ 78 ] |

### Narciarstwo dowolne
| Konkurencja                 |                   | Złoto                   |                   | Srebro                |                   | Brąz                 | Źr.    |
| --------------------------- | ----------------- | ----------------------- | ----------------- | --------------------- | ----------------- | -------------------- | ------ |
| Jazda po muldach mężczyzn   | Kanada            | Alexandre Bilodeau      | Kanada            | Mikaël Kingsbury      | Rosja             | Aleksandr Smyszlajew | [ 79 ] |
| Skoki akrobatyczne mężczyzn | Białoruś          | Anton Kusznir           | Australia         | David Morris          |                   | Jia Zongyang         | [ 80 ] |
| Skicross mężczyzn           | Francja           | Jean Frédéric Chapuis   | Francja           | Arnaud Bovolenta      | Francja           | Jonathan Midol       | [ 81 ] |
| Slopestyle mężczyzn         | Stany Zjednoczone | Joss Christensen        | Stany Zjednoczone | Augustus Kenworthy    | Stany Zjednoczone | Nicholas Goepper     | [ 82 ] |
| Halfpipe mężczyzn           | Stany Zjednoczone | David Wise              | Kanada            | Micheal Riddle        | Francja           | Kevin Rolland        | [ 83 ] |
| Jazda po muldach kobiet     | Kanada            | Justine Dufour-Lapointe | Kanada            | Chloé Dufour-Lapointe | Stany Zjednoczone | Hannah Kearney       | [ 84 ] |
| Skoki akrobatyczne kobiet   | Białoruś          | Ałła Cuper              |                   | Xu Mengtao            | Australia         | Lydia Lassila        | [ 85 ] |
| Skicross kobiet             | Kanada            | Marielle Thompson       | Kanada            | Kelsey Serwa          | Szwecja           | Anna Holmlund        | [ 86 ] |
| Slopestyle kobiet           | Kanada            | Dara Howell             | Stany Zjednoczone | Devin Logan           | Kanada            | Kim Lamarre          | [ 87 ] |
| Halfpipe kobiet             | Stany Zjednoczone | Maddie Bowman           | Francja           | Marie Martinod        | Japonia           | Ayana Onozuka        | [ 88 ] |

### Saneczkarstwo
| Konkurencja      |        | Złoto                                                           |         | Srebro                                                                        |                   | Brąz                                                      | Źr.    |
| ---------------- | ------ | --------------------------------------------------------------- | ------- | ----------------------------------------------------------------------------- | ----------------- | --------------------------------------------------------- | ------ |
| Jedynki mężczyzn | Niemcy | Felix Loch                                                      | Rosja   | Albert Diemczenko                                                             | Włochy            | Armin Zöggeler                                            | [ 89 ] |
| Dwójki mężczyzn  | Niemcy | Niemcy Tobias Wendl Tobias Arlt                                 | Austria | Austria Andreas Linger Wolfgang Linger                                        | Łotwa             | Łotwa Andris Šics Juris Šics                              | [ 90 ] |
| Jedynki kobiet   | Niemcy | Natalie Geisenberger                                            | Niemcy  | Tatjana Hüfner                                                                | Stany Zjednoczone | Erin Hamlin                                               | [ 91 ] |
| Sztafeta         | Niemcy | Niemcy Natalie Geisenberger Felix Loch Tobias Wendl Tobias Arlt | Rosja   | Rosja Tatjana Iwanowa Albert Diemczenko Aleksandr Dienisjew Władisław Antonow | Łotwa             | Łotwa Elīza Tīruma Mārtiņš Rubenis Andris Šics Juris Šics | [ 92 ] |

### Short track
| Konkurencja             |                  | Złoto                                                                            |                   | Srebro                                                                    |                  | Brąz                                                                 | Źr.                     |
| ----------------------- | ---------------- | -------------------------------------------------------------------------------- | ----------------- | ------------------------------------------------------------------------- | ---------------- | -------------------------------------------------------------------- | ----------------------- |
| Bieg na 500 m mężczyzn  | Rosja            | Wiktor Ahn                                                                       |                   | Wu Dajing                                                                 | Kanada           | Charle Cournoyer                                                     | [ 93 ]                  |
| Bieg na 1000 m mężczyzn | Rosja            | Wiktor Ahn                                                                       | Rosja             | Władimir Grigorjew                                                        | Holandia         | Sjinkie Knegt                                                        | [ 94 ]                  |
| Bieg na 1500 m mężczyzn | Kanada           | Charles Hamelin                                                                  |                   | Han Tianyu                                                                | Rosja            | Wiktor Ahn                                                           | [ 95 ]                  |
| Sztafeta mężczyzn       | Rosja            | Rosja Wiktor Ahn Siemion Jelistratow Władimir Grigorjew Rusłan Zacharow          | Stany Zjednoczone | USA Eddy Alvarez John Robert Celski Christopher Creveling Jordan Malone   |                  | ChRL Chen Dequan Han Tianyu Shi Jingnan Wu Dajing                    | [ 96 ] [ 97 ] [ 98 ]    |
| Bieg na 500 m kobiet    |                  | Li Jianrou                                                                       | Włochy            | Arianna Fontana                                                           | Korea Południowa | Park Seung-hi                                                        | [ 99 ]                  |
| Bieg na 1000 m kobiet   | Korea Południowa | Park Seung-hi                                                                    |                   | Fan Kexin                                                                 | Korea Południowa | Shim Suk-hee                                                         | [ 100 ]                 |
| Bieg na 1500 m kobiet   |                  | Zhou Yang                                                                        | Korea Południowa  | Shim Suk-hee                                                              | Włochy           | Arianna Fontana                                                      | [ 101 ]                 |
| Sztafeta kobiet         | Korea Południowa | Korea Południowa Shim Suk-hee Park Seung-hi Cho Ha-ri Kim A-lang Kong Sang-jeong | Kanada            | Kanada Marie-Ève Drolet Jessica Hewitt Valérie Maltais Marianne St-Gelais | Włochy           | Włochy Arianna Fontana Lucia Peretti Martina Valcepina Elena Viviani | [ 102 ] [ 103 ] [ 104 ] |

### Skeleton
| Konkurencja    |                 | Złoto                |                   | Srebro            |                   | Brąz            | Źr.     |
| -------------- | --------------- | -------------------- | ----------------- | ----------------- | ----------------- | --------------- | ------- |
| Ślizg mężczyzn | Rosja           | Aleksandr Trietjakow | Łotwa             | Martins Dukurs    | Stany Zjednoczone | Matthew Antoine | [ 105 ] |
| Ślizg kobiet   | Wielka Brytania | Elizabeth Yarnold    | Stany Zjednoczone | Noelle Pikus-Pace | Rosja             | Jelena Nikitina | [ 106 ] |

### Skoki narciarskie
| Konkurencja                |        | Złoto                                                              |          | Srebro                                                                           |          | Brąz                                                         | Źr.     |
| -------------------------- | ------ | ------------------------------------------------------------------ | -------- | -------------------------------------------------------------------------------- | -------- | ------------------------------------------------------------ | ------- |
| Skocznia duża mężczyzn     | Polska | Kamil Stoch                                                        | Japonia  | Noriaki Kasai                                                                    | Słowenia | Peter Prevc                                                  | [ 107 ] |
| Skocznia normalna mężczyzn | Polska | Kamil Stoch                                                        | Słowenia | Peter Prevc                                                                      | Norwegia | Anders Bardal                                                | [ 108 ] |
| Konkurs drużynowy mężczyzn | Niemcy | Niemcy Andreas Wank Marinus Kraus Andreas Wellinger Severin Freund | Austria  | Austria Michael Hayböck Thomas Morgenstern Thomas Diethart Gregor Schlierenzauer | Japonia  | Japonia Reruhi Shimizu Taku Takeuchi Daiki Itō Noriaki Kasai | [ 109 ] |
| Skocznia normalna kobiet   | Niemcy | Carina Vogt                                                        | Austria  | Daniela Iraschko-Stolz                                                           | Francja  | Coline Mattel                                                | [ 110 ] |

### Snowboarding
| Konkurencja                       |                   | Złoto               |            | Srebro            |                   | Brąz            | Źr.     |
| --------------------------------- | ----------------- | ------------------- | ---------- | ----------------- | ----------------- | --------------- | ------- |
| Halfpipe mężczyzn                 | Szwajcaria        | Iouri Podladtchikov | Japonia    | Ayumu Hirano      | Japonia           | Taku Hiraoka    | [ 111 ] |
| Slalom gigant równoległy mężczyzn | Rosja             | Vic Wild            | Szwajcaria | Nevin Galmarini   | Słowenia          | Žan Košir       | [ 112 ] |
| Snowboard cross mężczyzn          | Francja           | Pierre Vaultier     | Rosja      | Nikołaj Olunin    | Stany Zjednoczone | Alex Deibold    | [ 113 ] |
| Slalom równoległy mężczyzn        | Rosja             | Vic Wild            | Słowenia   | Žan Košir         | Austria           | Benjamin Karl   | [ 114 ] |
| Slopestyle mężczyzn               | Stany Zjednoczone | Sage Kotsenburg     | Norwegia   | Ståle Sandbech    | Kanada            | Mark McMorris   | [ 115 ] |
| Halfpipe kobiet                   | Stany Zjednoczone | Kaitlyn Farrington  | Australia  | Torah Bright      | Stany Zjednoczone | Kelly Clark     | [ 116 ] |
| Slalom gigant równoległy kobiet   | Szwajcaria        | Patrizia Kummer     | Japonia    | Tomoka Takeuchi   | Rosja             | Alona Zawarzina | [ 117 ] |
| Snowboard cross kobiet            | Czechy            | Eva Samková         | Kanada     | Dominique Maltais | Francja           | Chloé Trespeuch | [ 118 ] |
| Slalom równoległy kobiet          | Austria           | Julia Dujmovits     | Niemcy     | Anke Karstens     | Niemcy            | Amelie Kober    | [ 119 ] |
| Slopestyle kobiet                 | Stany Zjednoczone | Jamie Anderson      | Finlandia  | Enni Rukajärvi    | Wielka Brytania   | Jenny Jones     | [ 120 ] |

## Klasyfikacje

### Klasyfikacja zawodników
Poniżej przedstawiono klasyfikację zawodników pod względem liczby zdobytych medali olimpijskich w Soczi. Uwzględniono medale zdobyte we wszystkich konkurencjach. Wzięto pod uwagę najpierw liczbę złotych medali, następnie srebrnych, a na końcu brązowych. W przypadku, gdy dwóch lub więcej zawodników zdobyło tę samą liczbę medali wszystkich kolorów, wzięto pod uwagę porządek alfabetyczny.
| Miejsce | Zawodnik                 | Państwo          | Dyscyplina            | Złoto | Srebro | Brąz | Razem |
| ------- | ------------------------ | ---------------- | --------------------- | ----- | ------ | ---- | ----- |
| 1.      | Wiktor Ahn               | Rosja            | short track           | 3     | –      | 1    | 4     |
| 2.      | Martin Fourcade          | Francja          | biathlon              | 2     | 1      | –    | 3     |
| 2.      | Sven Kramer              | Holandia         | łyżwiarstwo szybkie   | 2     | 1      | –    | 3     |
| 4.      | Tobias Arlt              | Niemcy           | saneczkarstwo         | 2     | –      | –    | 2     |
| 4.      | Ole Einar Bjørndalen     | Norwegia         | biathlon              | 2     | –      | –    | 2     |
| 4.      | Dario Cologna            | Szwajcaria       | biegi narciarskie     | 2     | –      | –    | 2     |
| 4.      | Jørgen Gråbak            | Norwegia         | kombinacja norweska   | 2     | –      | –    | 2     |
| 4.      | Felix Loch               | Niemcy           | saneczkarstwo         | 2     | –      | –    | 2     |
| 4.      | Kamil Stoch              | Polska           | skoki narciarskie     | 2     | –      | –    | 2     |
| 4.      | Emil Hegle Svendsen      | Norwegia         | biathlon              | 2     | –      | –    | 2     |
| 4.      | Maksim Trańkow           | Rosja            | łyżwiarstwo figurowe  | 2     | –      | –    | 2     |
| 4.      | Tobias Wendl             | Niemcy           | saneczkarstwo         | 2     | –      | –    | 2     |
| 4.      | Vic Wild                 | Rosja            | snowboarding          | 2     | –      | –    | 2     |
| 14.     | Jan Blokhuijsen          | Holandia         | łyżwiarstwo szybkie   | 1     | 1      | –    | 2     |
| 14.     | Eric Frenzel             | Niemcy           | kombinacja norweska   | 1     | 1      | –    | 2     |
| 14.     | Władimir Grigorjew       | Rosja            | short track           | 1     | 1      | –    | 2     |
| 14.     | Marcus Hellner           | Szwecja          | biegi narciarskie     | 1     | 1      | –    | 2     |
| 14.     | Fiodor Klimow            | Rosja            | łyżwiarstwo figurowe  | 1     | 1      | –    | 2     |
| 14.     | Aleksandr Legkow         | Rosja            | biegi narciarskie     | 1     | 1      | –    | 2     |
| 14.     | Magnus Moan              | Norwegia         | kombinacja norweska   | 1     | 1      | –    | 2     |
| 14.     | Johan Olsson             | Szwecja          | biegi narciarskie     | 1     | 1      | –    | 2     |
| 14.     | Koen Verweij             | Holandia         | łyżwiarstwo szybkie   | 1     | 1      | –    | 2     |
| 23.     | Jorrit Bergsma           | Holandia         | łyżwiarstwo szybkie   | 1     | –      | 1    | 2     |
| 23.     | Zbigniew Bródka          | Polska           | łyżwiarstwo szybkie   | 1     | –      | 1    | 2     |
| 23.     | Kjetil Jansrud           | Norwegia         | narciarstwo alpejskie | 1     | –      | 1    | 2     |
| 23.     | Nikita Kacałapow         | Rosja            | łyżwiarstwo figurowe  | 1     | –      | 1    | 2     |
| 23.     | Magnus Krog              | Norwegia         | kombinacja norweska   | 1     | –      | 1    | 2     |
| 23.     | Michel Mulder            | Holandia         | łyżwiarstwo szybkie   | 1     | –      | 1    | 2     |
| 23.     | Daniel Richardsson       | Szwecja          | biegi narciarskie     | 1     | –      | 1    | 2     |
| 23.     | Charlie White            | USA              | łyżwiarstwo figurowe  | 1     | –      | 1    | 2     |
| 31.     | Jamie Benn               | Kanada           | hokej na lodzie       | 1     | –      | –    | 1     |
| 31.     | Patrice Bergeron         | Kanada           | hokej na lodzie       | 1     | –      | –    | 1     |
| 31.     | Alexandre Bilodeau       | Kanada           | narciarstwo dowolne   | 1     | –      | –    | 1     |
| 31.     | Jay Bouwmeester          | Kanada           | hokej na lodzie       | 1     | –      | –    | 1     |
| 31.     | Jeff Carter              | Kanada           | hokej na lodzie       | 1     | –      | –    | 1     |
| 31.     | Jean Frédéric Chapuis    | Francja          | narciarstwo dowolne   | 1     | –      | –    | 1     |
| 31.     | Joss Christensen         | USA              | narciarstwo dowolne   | 1     | –      | –    | 1     |
| 31.     | Sidney Crosby            | Kanada           | hokej na lodzie       | 1     | –      | –    | 1     |
| 31.     | Drew Doughty             | Kanada           | hokej na lodzie       | 1     | –      | –    | 1     |
| 31.     | Matt Duchene             | Kanada           | hokej na lodzie       | 1     | –      | –    | 1     |
| 31.     | Caleb Flaxey             | Kanada           | curling               | 1     | –      | –    | 1     |
| 31.     | Severin Freund           | Niemcy           | skoki narciarskie     | 1     | –      | –    | 1     |
| 31.     | Ryan Fry                 | Kanada           | curling               | 1     | –      | –    | 1     |
| 31.     | Ryan Getzlaf             | Kanada           | hokej na lodzie       | 1     | –      | –    | 1     |
| 31.     | Stefan Groothuis         | Holandia         | łyżwiarstwo szybkie   | 1     | –      | –    | 1     |
| 31.     | Charles Hamelin          | Kanada           | short track           | 1     | –      | –    | 1     |
| 31.     | Dan Hamhuis              | Kanada           | hokej na lodzie       | 1     | –      | –    | 1     |
| 31.     | Yuzuru Hanyū             | Japonia          | łyżwiarstwo figurowe  | 1     | –      | –    | 1     |
| 31.     | Eric Harnden             | Kanada           | curling               | 1     | –      | –    | 1     |
| 31.     | Ryan Harnden             | Kanada           | curling               | 1     | –      | –    | 1     |
| 31.     | Ola Vigen Hattestad      | Norwegia         | biegi narciarskie     | 1     | –      | –    | 1     |
| 31.     | Brad Jacobs              | Kanada           | curling               | 1     | –      | –    | 1     |
| 31.     | Sami Jauhojärvi          | Finlandia        | biegi narciarskie     | 1     | –      | –    | 1     |
| 31.     | Siemion Jelistratow      | Rosja            | short track           | 1     | –      | –    | 1     |
| 31.     | Duncan Keith             | Kanada           | hokej na lodzie       | 1     | –      | –    | 1     |
| 31.     | Håvard Klemetsen         | Norwegia         | kombinacja norweska   | 1     | –      | –    | 1     |
| 31.     | Sage Kotsenburg          | USA              | snowboarding          | 1     | –      | –    | 1     |
| 31.     | Marinus Kraus            | Niemcy           | skoki narciarskie     | 1     | –      | –    | 1     |
| 31.     | Chris Kunitz             | Kanada           | hokej na lodzie       | 1     | –      | –    | 1     |
| 31.     | Anton Kusznir            | Białoruś         | narciarstwo dowolne   | 1     | –      | –    | 1     |
| 31.     | Theodore Ligety          | USA              | narciarstwo alpejskie | 1     | –      | –    | 1     |
| 31.     | Martin St. Louis         | Kanada           | hokej na lodzie       | 1     | –      | –    | 1     |
| 31.     | Roberto Luongo           | Kanada           | hokej na lodzie       | 1     | –      | –    | 1     |
| 31.     | Dmitrij Małyszko         | Rosja            | biathlon              | 1     | –      | –    | 1     |
| 31.     | Patrick Marleau          | Kanada           | hokej na lodzie       | 1     | –      | –    | 1     |
| 31.     | Mario Matt               | Austria          | narciarstwo alpejskie | 1     | –      | –    | 1     |
| 31.     | Matthias Mayer           | Austria          | narciarstwo alpejskie | 1     | –      | –    | 1     |
| 31.     | Rick Nash                | Kanada           | hokej na lodzie       | 1     | –      | –    | 1     |
| 31.     | Lars Nelson              | Szwecja          | biegi narciarskie     | 1     | –      | –    | 1     |
| 31.     | Iivo Niskanen            | Finlandia        | biegi narciarskie     | 1     | –      | –    | 1     |
| 31.     | Corey Perry              | Kanada           | hokej na lodzie       | 1     | –      | –    | 1     |
| 31.     | Alex Pietrangelo         | Kanada           | hokej na lodzie       | 1     | –      | –    | 1     |
| 31.     | Jewgienij Pluszczenko    | Rosja            | łyżwiarstwo figurowe  | 1     | –      | –    | 1     |
| 31.     | Iouri Podladtchikov      | Szwajcaria       | snowboarding          | 1     | –      | –    | 1     |
| 31.     | Carey Price              | Kanada           | hokej na lodzie       | 1     | –      | –    | 1     |
| 31.     | Patrick Sharp            | Kanada           | hokej na lodzie       | 1     | –      | –    | 1     |
| 31.     | Mike Smith               | Kanada           | hokej na lodzie       | 1     | –      | –    | 1     |
| 31.     | Dmitrij Sołowjow         | Rosja            | łyżwiarstwo figurowe  | 1     | –      | –    | 1     |
| 31.     | P.K. Subban              | Kanada           | hokej na lodzie       | 1     | –      | –    | 1     |
| 31.     | Anton Szypulin           | Rosja            | biathlon              | 1     | –      | –    | 1     |
| 31.     | John Tavares             | Kanada           | hokej na lodzie       | 1     | –      | –    | 1     |
| 31.     | Jonathan Toews           | Kanada           | hokej na lodzie       | 1     | –      | –    | 1     |
| 31.     | Aleksandr Trietjakow     | Rosja            | skeleton              | 1     | –      | –    | 1     |
| 31.     | Jewgienij Ustiugow       | Rosja            | biathlon              | 1     | –      | –    | 1     |
| 31.     | Pierre Vaultier          | Francja          | snowboarding          | 1     | –      | –    | 1     |
| 31.     | Sandro Viletta           | Szwajcaria       | narciarstwo alpejskie | 1     | –      | –    | 1     |
| 31.     | Marc-Édouard Vlasic      | Kanada           | hokej na lodzie       | 1     | –      | –    | 1     |
| 31.     | Andreas Wank             | Niemcy           | skoki narciarskie     | 1     | –      | –    | 1     |
| 31.     | Shea Weber               | Kanada           | hokej na lodzie       | 1     | –      | –    | 1     |
| 31.     | Andreas Wellinger        | Niemcy           | skoki narciarskie     | 1     | –      | –    | 1     |
| 31.     | David Wise               | USA              | narciarstwo dowolne   | 1     | –      | –    | 1     |
| 31.     | Aleksiej Wołkow          | Rosja            | biathlon              | 1     | –      | –    | 1     |
| 31.     | Rusłan Zacharow          | Rosja            | short track           | 1     | –      | –    | 1     |
| 94.     | Maksim Wylegżanin        | Rosja            | biegi narciarskie     | –     | 3      | –    | 3     |
| 95.     | Ondřej Moravec           | Czechy           | biathlon              | –     | 2      | 1    | 3     |
| 96.     | Patrick Chan             | Kanada           | łyżwiarstwo figurowe  | –     | 2      | –    | 2     |
| 96.     | Albert Diemczenko        | Rosja            | saneczkarstwo         | –     | 2      | –    | 2     |
| 96.     | Erik Lesser              | Niemcy           | biathlon              | –     | 2      | –    | 2     |
| 96.     | Scott Moir               | Kanada           | łyżwiarstwo figurowe  | –     | 2      | –    | 2     |
| 100.    | Han Tianyu               | ChRL             | short track           | –     | 1      | 1    | 2     |
| 100.    | Christof Innerhofer      | Włochy           | narciarstwo alpejskie | –     | 1      | 1    | 2     |
| 100.    | Noriaki Kasai            | Japonia          | skoki narciarskie     | –     | 1      | 1    | 2     |
| 100.    | Žan Košir                | Słowenia         | snowboarding          | –     | 1      | 1    | 2     |
| 100.    | Dominik Landertinger     | Austria          | biathlon              | –     | 1      | 1    | 2     |
| 100.    | Denny Morrison           | Kanada           | łyżwiarstwo szybkie   | –     | 1      | 1    | 2     |
| 100.    | Teodor Peterson          | Szwecja          | biegi narciarskie     | –     | 1      | 1    | 2     |
| 100.    | Peter Prevc              | Słowenia         | skoki narciarskie     | –     | 1      | 1    | 2     |
| 100.    | Fabian Rießle            | Niemcy           | kombinacja norweska   | –     | 1      | 1    | 2     |
| 100.    | Jaroslav Soukup          | Czechy           | biathlon              | –     | 1      | 1    | 2     |
| 100.    | Wu Dajing                | ChRL             | short track           | –     | 1      | 1    | 2     |
| 111.    | Daniel Alfredsson        | Szwecja          | hokej na lodzie       | –     | 1      | –    | 1     |
| 111.    | Eddy Alvarez             | USA              | short track           | –     | 1      | –    | 1     |
| 111.    | Scott Andrews            | Wielka Brytania  | curling               | –     | 1      | –    | 1     |
| 111.    | Władisław Antonow        | Rosja            | saneczkarstwo         | –     | 1      | –    | 1     |
| 111.    | Nicklas Bäckström        | Szwecja          | hokej na lodzie       | –     | 1      | –    | 1     |
| 111.    | Alex Baumann             | Szwajcaria       | bobsleje              | –     | 1      | –    | 1     |
| 111.    | Patrik Berglund          | Szwecja          | hokej na lodzie       | –     | 1      | –    | 1     |
| 111.    | Aleksandr Biessmiertnych | Rosja            | biegi narciarskie     | –     | 1      | –    | 1     |
| 111.    | Daniel Böhm              | Niemcy           | biathlon              | –     | 1      | –    | 1     |
| 111.    | Arnaud Bovolenta         | Francja          | narciarstwo dowolne   | –     | 1      | –    | 1     |
| 111.    | Tom Brewster             | Wielka Brytania  | curling               | –     | 1      | –    | 1     |
| 111.    | John Robert Celski       | USA              | short track           | –     | 1      | –    | 1     |
| 111.    | Christopher Creveling    | USA              | short track           | –     | 1      | –    | 1     |
| 111.    | Aleksandr Dienisjew      | Rosja            | saneczkarstwo         | –     | 1      | –    | 1     |
| 111.    | Thomas Diethart          | Austria          | skoki narciarskie     | –     | 1      | –    | 1     |
| 111.    | Daumants Dreiškens       | Łotwa            | bobsleje              | –     | 1      | –    | 1     |
| 111.    | Greg Drummond            | Wielka Brytania  | curling               | –     | 1      | –    | 1     |
| 111.    | Martins Dukurs           | Łotwa            | skeleton              | –     | 1      | –    | 1     |
| 111.    | Alexander Edler          | Szwecja          | hokej na lodzie       | –     | 1      | –    | 1     |
| 111.    | Jhonas Enroth            | Szwecja          | hokej na lodzie       | –     | 1      | –    | 1     |
| 111.    | Jimmie Ericsson          | Szwecja          | hokej na lodzie       | –     | 1      | –    | 1     |
| 111.    | Jonathan Ericsson        | Szwecja          | hokej na lodzie       | –     | 1      | –    | 1     |
| 111.    | Loui Eriksson            | Szwecja          | hokej na lodzie       | –     | 1      | –    | 1     |
| 111.    | Nevin Galmarini          | Szwajcaria       | snowboarding          | –     | 1      | –    | 1     |
| 111.    | Michael Goodfellow       | Wielka Brytania  | curling               | –     | 1      | –    | 1     |
| 111.    | Jonas Gustavsson         | Szwecja          | hokej na lodzie       | –     | 1      | –    | 1     |
| 111.    | Carl Hagelin             | Szwecja          | hokej na lodzie       | –     | 1      | –    | 1     |
| 111.    | Michael Hayböck          | Austria          | skoki narciarskie     | –     | 1      | –    | 1     |
| 111.    | Beat Hefti               | Szwajcaria       | bobsleje              | –     | 1      | –    | 1     |
| 111.    | Ayumu Hirano             | Japonia          | snowboarding          | –     | 1      | –    | 1     |
| 111.    | Marcel Hirscher          | Austria          | narciarstwo alpejskie | –     | 1      | –    | 1     |
| 111.    | Niklas Hjalmarsson       | Szwecja          | hokej na lodzie       | –     | 1      | –    | 1     |
| 111.    | Dmitrij Japarow          | Rosja            | biegi narciarskie     | –     | 1      | –    | 1     |
| 111.    | Marcus Johansson         | Szwecja          | hokej na lodzie       | –     | 1      | –    | 1     |
| 111.    | Joo Hyong-jun            | Korea Południowa | łyżwiarstwo szybkie   | –     | 1      | –    | 1     |
| 111.    | Erik Karlsson            | Szwecja          | hokej na lodzie       | –     | 1      | –    | 1     |
| 111.    | Augustus Kenworthy       | USA              | narciarstwo dowolne   | –     | 1      | –    | 1     |
| 111.    | Kim Cheol-min            | Korea Południowa | łyżwiarstwo szybkie   | –     | 1      | –    | 1     |
| 111.    | Mikaël Kingsbury         | Kanada           | narciarstwo dowolne   | –     | 1      | –    | 1     |
| 111.    | Björn Kircheisen         | Niemcy           | kombinacja norweska   | –     | 1      | –    | 1     |
| 111.    | Ivica Kostelić           | Chorwacja        | narciarstwo alpejskie | –     | 1      | –    | 1     |
| 111.    | Nikita Kriukow           | Rosja            | biegi narciarskie     | –     | 1      | –    | 1     |
| 111.    | Niklas Kronwall          | Szwecja          | hokej na lodzie       | –     | 1      | –    | 1     |
| 111.    | Marcus Krüger            | Szwecja          | hokej na lodzie       | –     | 1      | –    | 1     |
| 111.    | Gabriel Landeskog        | Szwecja          | hokej na lodzie       | –     | 1      | –    | 1     |
| 111.    | Oliver Ekman Larsson     | Szwecja          | hokej na lodzie       | –     | 1      | –    | 1     |
| 111.    | Lee Seung-hoon           | Korea Południowa | łyżwiarstwo szybkie   | –     | 1      | –    | 1     |
| 111.    | Andreas Linger           | Austria          | saneczkarstwo         | –     | 1      | –    | 1     |
| 111.    | Wolfgang Linger          | Austria          | saneczkarstwo         | –     | 1      | –    | 1     |
| 111.    | Henrik Lundqvist         | Szwecja          | hokej na lodzie       | –     | 1      | –    | 1     |
| 111.    | Jordan Malone            | USA              | short track           | –     | 1      | –    | 1     |
| 111.    | Oskars Melbārdis         | Łotwa            | bobsleje              | –     | 1      | –    | 1     |
| 111.    | Steve Missillier         | Francja          | narciarstwo alpejskie | –     | 1      | –    | 1     |
| 111.    | Thomas Morgenstern       | Austria          | skoki narciarskie     | –     | 1      | –    | 1     |
| 111.    | David Morris             | Australia        | narciarstwo dowolne   | –     | 1      | –    | 1     |
| 111.    | Dylan Moscovitch         | Kanada           | łyżwiarstwo figurowe  | –     | 1      | –    | 1     |
| 111.    | David Murdoch            | Wielka Brytania  | curling               | –     | 1      | –    | 1     |
| 111.    | Gustav Nyquist           | Szwecja          | hokej na lodzie       | –     | 1      | –    | 1     |
| 111.    | Johnny Oduya             | Szwecja          | hokej na lodzie       | –     | 1      | –    | 1     |
| 111.    | Nikołaj Olunin           | Rosja            | snowboarding          | –     | 1      | –    | 1     |
| 111.    | Arnd Peiffer             | Niemcy           | biathlon              | –     | 1      | –    | 1     |
| 111.    | Eric Radford             | Kanada           | łyżwiarstwo figurowe  | –     | 1      | –    | 1     |
| 111.    | Kevin Reynolds           | Kanada           | łyżwiarstwo figurowe  | –     | 1      | –    | 1     |
| 111.    | Micheal Riddle           | Kanada           | narciarstwo dowolne   | –     | 1      | –    | 1     |
| 111.    | Johannes Rydzek          | Niemcy           | kombinacja norweska   | –     | 1      | –    | 1     |
| 111.    | Ståle Sandbech           | Norwegia         | snowboarding          | –     | 1      | –    | 1     |
| 111.    | Simon Schempp            | Niemcy           | biathlon              | –     | 1      | –    | 1     |
| 111.    | Gregor Schlierenzauer    | Austria          | skoki narciarskie     | –     | 1      | –    | 1     |
| 111.    | Daniel Sedin             | Szwecja          | hokej na lodzie       | –     | 1      | –    | 1     |
| 111.    | Jakob Silfverberg        | Szwecja          | hokej na lodzie       | –     | 1      | –    | 1     |
| 111.    | Jan Smeekens             | Holandia         | łyżwiarstwo szybkie   | –     | 1      | –    | 1     |
| 111.    | Alexander Steen          | Szwecja          | hokej na lodzie       | –     | 1      | –    | 1     |
| 111.    | Jānis Strenga            | Łotwa            | bobsleje              | –     | 1      | –    | 1     |
| 111.    | Henrik Tallinder         | Szwecja          | hokej na lodzie       | –     | 1      | –    | 1     |
| 111.    | Arvis Vilkaste           | Łotwa            | bobsleje              | –     | 1      | –    | 1     |
| 111.    | Akito Watabe             | Japonia          | kombinacja norweska   | –     | 1      | –    | 1     |
| 111.    | Andrew Weibrecht         | USA              | narciarstwo alpejskie | –     | 1      | –    | 1     |
| 111.    | Henrik Zetterberg        | Szwecja          | hokej na lodzie       | –     | 1      | –    | 1     |
| 189.    | Steven Holcomb           | USA              | bobsleje              | –     | –      | 2    | 2     |
| 189.    | Emil Jönsson             | Szwecja          | biegi narciarskie     | –     | –      | 2    | 2     |
| 189.    | Steve Langton            | USA              | bobsleje              | –     | –      | 2    | 2     |
| 189.    | Andris Šics              | Łotwa            | saneczkarstwo         | –     | –      | 2    | 2     |
| 189.    | Juris Šics               | Łotwa            | saneczkarstwo         | –     | –      | 2    | 2     |
| 194.    | Juhamatti Aaltonen       | Finlandia        | hokej na lodzie       | –     | –      | 1    | 1     |
| 194.    | Jeremy Abbott            | USA              | łyżwiarstwo figurowe  | –     | –      | 1    | 1     |
| 194.    | Matthew Antoine          | USA              | skeleton              | –     | –      | 1    | 1     |
| 194.    | Anders Bardal            | Norwegia         | skoki narciarskie     | –     | –      | 1    | 1     |
| 194.    | Aleksandr Barkov         | Finlandia        | hokej na lodzie       | –     | –      | 1    | 1     |
| 194.    | Jean-Guillaume Béatrix   | Francja          | biathlon              | –     | –      | 1    | 1     |
| 194.    | Christoph Bieler         | Austria          | kombinacja norweska   | –     | –      | 1    | 1     |
| 194.    | Ivan Perrillat Boiteux   | Francja          | biegi narciarskie     | –     | –      | 1    | 1     |
| 194.    | Jason Brown              | USA              | łyżwiarstwo figurowe  | –     | –      | 1    | 1     |
| 194.    | Chen Dequan              | ChRL             | short track           | –     | –      | 1    | 1     |
| 194.    | Charle Cournoyer         | Kanada           | short track           | –     | –      | 1    | 1     |
| 194.    | Ilja Czernousow          | Rosja            | biegi narciarskie     | –     | –      | 1    | 1     |
| 194.    | Alex Deibold             | USA              | snowboarding          | –     | –      | 1    | 1     |
| 194.    | Robin Duvillard          | Francja          | biegi narciarskie     | –     | –      | 1    | 1     |
| 194.    | Simon Eder               | Austria          | biathlon              | –     | –      | 1    | 1     |
| 194.    | Niklas Edin              | Szwecja          | curling               | –     | –      | 1    | 1     |
| 194.    | Oskar Eriksson           | Szwecja          | curling               | –     | –      | 1    | 1     |
| 194.    | Chris Fogt               | USA              | bobsleje              | –     | –      | 1    | 1     |
| 194.    | Jean-Marc Gaillard       | Francja          | biegi narciarskie     | –     | –      | 1    | 1     |
| 194.    | Jewgienij Garaniczew     | Rosja            | biathlon              | –     | –      | 1    | 1     |
| 194.    | Nicholas Goepper         | USA              | narciarstwo dowolne   | –     | –      | 1    | 1     |
| 194.    | Mikael Granlund          | Finlandia        | hokej na lodzie       | –     | –      | 1    | 1     |
| 194.    | Bernhard Gruber          | Austria          | kombinacja norweska   | –     | –      | 1    | 1     |
| 194.    | Juuso Hietanen           | Finlandia        | hokej na lodzie       | –     | –      | 1    | 1     |
| 194.    | Taku Hiraoka             | Japonia          | snowboarding          | –     | –      | 1    | 1     |
| 194.    | Lukas Hofer              | Włochy           | biathlon              | –     | –      | 1    | 1     |
| 194.    | Jan Hudec                | Kanada           | narciarstwo alpejskie | –     | –      | 1    | 1     |
| 194.    | Jarkko Immonen           | Finlandia        | hokej na lodzie       | –     | –      | 1    | 1     |
| 194.    | Daiki Itō                | Japonia          | skoki narciarskie     | –     | –      | 1    | 1     |
| 194.    | Jia Zongyang             | ChRL             | narciarstwo dowolne   | –     | –      | 1    | 1     |
| 194.    | Jussi Jokinen            | Finlandia        | hokej na lodzie       | –     | –      | 1    | 1     |
| 194.    | Olli Jokinen             | Finlandia        | hokej na lodzie       | –     | –      | 1    | 1     |
| 194.    | Bob de Jong              | Holandia         | łyżwiarstwo szybkie   | –     | –      | 1    | 1     |
| 194.    | Benjamin Karl            | Austria          | snowboarding          | –     | –      | 1    | 1     |
| 194.    | Viktor Kjäll             | Szwecja          | curling               | –     | –      | 1    | 1     |
| 194.    | Lukas Klapfer            | Austria          | kombinacja norweska   | –     | –      | 1    | 1     |
| 194.    | Sjinkie Knegt            | Holandia         | short track           | –     | –      | 1    | 1     |
| 194.    | Leo Komarov              | Finlandia        | hokej na lodzie       | –     | –      | 1    | 1     |
| 194.    | Petri Kontiola           | Finlandia        | hokej na lodzie       | –     | –      | 1    | 1     |
| 194.    | Lauri Korpikoski         | Finlandia        | hokej na lodzie       | –     | –      | 1    | 1     |
| 194.    | Sebastian Kraupp         | Szwecja          | curling               | –     | –      | 1    | 1     |
| 194.    | Henrik Kristoffersen     | Norwegia         | narciarstwo alpejskie | –     | –      | 1    | 1     |
| 194.    | Lasse Kukkonen           | Finlandia        | hokej na lodzie       | –     | –      | 1    | 1     |
| 194.    | Jori Lehterä             | Finlandia        | hokej na lodzie       | –     | –      | 1    | 1     |
| 194.    | Kari Lehtonen            | Finlandia        | hokej na lodzie       | –     | –      | 1    | 1     |
| 194.    | Sami Lepistö             | Finlandia        | hokej na lodzie       | –     | –      | 1    | 1     |
| 194.    | Fredrik Lindberg         | Szwecja          | curling               | –     | –      | 1    | 1     |
| 194.    | Olli Määttä              | Finlandia        | hokej na lodzie       | –     | –      | 1    | 1     |
| 194.    | Maurice Manificat        | Francja          | biegi narciarskie     | –     | –      | 1    | 1     |
| 194.    | Mark McMorris            | Kanada           | snowboarding          | –     | –      | 1    | 1     |
| 194.    | Daniel Mesotitsch        | Austria          | biathlon              | –     | –      | 1    | 1     |
| 194.    | Jonathan Midol           | Francja          | narciarstwo dowolne   | –     | –      | 1    | 1     |
| 194.    | Bode Miller              | USA              | narciarstwo alpejskie | –     | –      | 1    | 1     |
| 194.    | Ronald Mulder            | Holandia         | łyżwiarstwo szybkie   | –     | –      | 1    | 1     |
| 194.    | Konrad Niedźwiedzki      | Polska           | łyżwiarstwo szybkie   | –     | –      | 1    | 1     |
| 194.    | Antti Niemi              | Finlandia        | hokej na lodzie       | –     | –      | 1    | 1     |
| 194.    | Antti Pihlström          | Finlandia        | hokej na lodzie       | –     | –      | 1    | 1     |
| 194.    | Alexis Pinturault        | Francja          | narciarstwo alpejskie | –     | –      | 1    | 1     |
| 194.    | Tuukka Rask              | Finlandia        | hokej na lodzie       | –     | –      | 1    | 1     |
| 194.    | Kevin Rolland            | Francja          | narciarstwo dowolne   | –     | –      | 1    | 1     |
| 194.    | Mārtiņš Rubenis          | Łotwa            | saneczkarstwo         | –     | –      | 1    | 1     |
| 194.    | Tuomo Ruutu              | Finlandia        | hokej na lodzie       | –     | –      | 1    | 1     |
| 194.    | Sakari Salminen          | Finlandia        | hokej na lodzie       | –     | –      | 1    | 1     |
| 194.    | Sami Salo                | Finlandia        | hokej na lodzie       | –     | –      | 1    | 1     |
| 194.    | Teemu Selänne            | Finlandia        | hokej na lodzie       | –     | –      | 1    | 1     |
| 194.    | Shi Jingnan              | ChRL             | short track           | –     | –      | 1    | 1     |
| 194.    | Reruhi Shimizu           | Japonia          | skoki narciarskie     | –     | –      | 1    | 1     |
| 194.    | Simon Shnapir            | USA              | łyżwiarstwo figurowe  | –     | –      | 1    | 1     |
| 194.    | Aleksandr Smyszlajew     | Rosja            | narciarstwo dowolne   | –     | –      | 1    | 1     |
| 194.    | Mario Stecher            | Austria          | kombinacja norweska   | –     | –      | 1    | 1     |
| 194.    | Christoph Sumann         | Austria          | biathlon              | –     | –      | 1    | 1     |
| 194.    | Martin Johnsrud Sundby   | Norwegia         | biegi narciarskie     | –     | –      | 1    | 1     |
| 194.    | Robin Szolkowy           | Niemcy           | łyżwiarstwo figurowe  | –     | –      | 1    | 1     |
| 194.    | Jan Szymański            | Polska           | łyżwiarstwo szybkie   | –     | –      | 1    | 1     |
| 194.    | Taku Takeuchi            | Japonia          | skoki narciarskie     | –     | –      | 1    | 1     |
| 194.    | Dienis Tien              | Kazachstan       | łyżwiarstwo figurowe  | –     | –      | 1    | 1     |
| 194.    | Kimmo Timonen            | Finlandia        | hokej na lodzie       | –     | –      | 1    | 1     |
| 194.    | Curtis Tomasevicz        | USA              | bobsleje              | –     | –      | 1    | 1     |
| 194.    | Ossi Väänänen            | Finlandia        | hokej na lodzie       | –     | –      | 1    | 1     |
| 194.    | Sami Vatanen             | Finlandia        | hokej na lodzie       | –     | –      | 1    | 1     |
| 194.    | Dominik Windisch         | Włochy           | biathlon              | –     | –      | 1    | 1     |
| 194.    | Armin Zöggeler           | Włochy           | saneczkarstwo         | –     | –      | 1    | 1     |

### Klasyfikacja zawodniczek
Poniżej przedstawiono klasyfikację zawodniczek pod względem liczby zdobytych medali olimpijskich w Soczi. Uwzględniono medale zdobyte we wszystkich konkurencjach. Wzięto pod uwagę najpierw liczbę złotych medali, następnie srebrnych, a na końcu brązowych. W przypadku, gdy dwie lub więcej zawodniczek zdobyło tę samą liczbę medali wszystkich kolorów, wzięto pod uwagę porządek alfabetyczny.
| Miejsce | Zawodniczka              | Państwo          | Dyscyplina            | Złoto | Srebro | Brąz | Razem |
| ------- | ------------------------ | ---------------- | --------------------- | ----- | ------ | ---- | ----- |
| 1.      | Marit Bjørgen            | Norwegia         | biegi narciarskie     | 3     | –      | –    | 3     |
| 1.      | Darja Domraczewa         | Białoruś         | biathlon              | 3     | –      | –    | 3     |
| 3.      | Ireen Wüst               | Holandia         | łyżwiarstwo szybkie   | 2     | 3      | –    | 5     |
| 4.      | Park Seung-hi            | Korea Południowa | short track           | 2     | –      | 1    | 3     |
| 5.      | Natalie Geisenberger     | Niemcy           | saneczkarstwo         | 2     | –      | –    | 2     |
| 5.      | Tina Maze                | Słowenia         | narciarstwo alpejskie | 2     | –      | –    | 2     |
| 5.      | Jorien ter Mors          | Holandia         | łyżwiarstwo szybkie   | 2     | –      | –    | 2     |
| 5.      | Tetiana Wołosożar        | Rosja            | łyżwiarstwo figurowe  | 2     | –      | –    | 2     |
| 9.      | Charlotte Kalla          | Szwecja          | biegi narciarskie     | 1     | 2      | –    | 3     |
| 10.     | Tora Berger              | Norwegia         | biathlon              | 1     | 1      | 1    | 3     |
| 10.     | Shim Suk-hee             | Korea Południowa | short track           | 1     | 1      | 1    | 3     |
| 12.     | Anna Fenninger           | Austria          | narciarstwo alpejskie | 1     | 1      | –    | 2     |
| 12.     | Maria Höfl-Riesch        | Niemcy           | narciarstwo alpejskie | 1     | 1      | –    | 2     |
| 12.     | Ingvild Flugstad Østberg | Norwegia         | biegi narciarskie     | 1     | 1      | –    | 2     |
| 12.     | Martina Sáblíková        | Czechy           | łyżwiarstwo szybkie   | 1     | 1      | –    | 2     |
| 12.     | Ksienija Stołbowa        | Rosja            | łyżwiarstwo figurowe  | 1     | 1      | –    | 2     |
| 17.     | Tiril Eckhoff            | Norwegia         | biathlon              | 1     | –      | 2    | 3     |
| 18.     | Lotte van Beek           | Holandia         | łyżwiarstwo szybkie   | 1     | –      | 1    | 2     |
| 18.     | Meryl Davis              | USA              | łyżwiarstwo figurowe  | 1     | –      | 1    | 2     |
| 18.     | Jelena Iljinych          | Rosja            | łyżwiarstwo figurowe  | 1     | –      | 1    | 2     |
| 18.     | Ida Ingemarsdotter       | Szwecja          | biegi narciarskie     | 1     | –      | 1    | 2     |
| 18.     | Wita Semerenko           | Ukraina          | biathlon              | 1     | –      | 1    | 2     |
| 23.     | Meghan Agosta-Marciano   | Kanada           | hokej na lodzie       | 1     | –      | –    | 1     |
| 23.     | Jamie Anderson           | USA              | snowboarding          | 1     | –      | –    | 1     |
| 23.     | Gillian Apps             | Kanada           | hokej na lodzie       | 1     | –      | –    | 1     |
| 23.     | Jekatierina Bobrowa      | Rosja            | łyżwiarstwo figurowe  | 1     | –      | –    | 1     |
| 23.     | Maddie Bowman            | USA              | narciarstwo dowolne   | 1     | –      | –    | 1     |
| 23.     | Cho Ha-ri                | Korea Południowa | short track           | 1     | –      | –    | 1     |
| 23.     | Ałła Cuper               | Białoruś         | narciarstwo dowolne   | 1     | –      | –    | 1     |
| 23.     | Mélodie Daoust           | Kanada           | hokej na lodzie       | 1     | –      | –    | 1     |
| 23.     | Justine Dufour-Lapointe  | Kanada           | narciarstwo dowolne   | 1     | –      | –    | 1     |
| 23.     | Julia Dujmovits          | Austria          | snowboarding          | 1     | –      | –    | 1     |
| 23.     | Julija Dżima             | Ukraina          | biathlon              | 1     | –      | –    | 1     |
| 23.     | Maiken Caspersen Falla   | Norwegia         | biegi narciarskie     | 1     | –      | –    | 1     |
| 23.     | Kaitlyn Farrington       | USA              | snowboarding          | 1     | –      | –    | 1     |
| 23.     | Laura Fortino            | Kanada           | hokej na lodzie       | 1     | –      | –    | 1     |
| 23.     | Dominique Gisin          | Szwajcaria       | narciarstwo alpejskie | 1     | –      | –    | 1     |
| 23.     | Anna Haag                | Szwecja          | biegi narciarskie     | 1     | –      | –    | 1     |
| 23.     | Jayna Hefford            | Kanada           | hokej na lodzie       | 1     | –      | –    | 1     |
| 23.     | Dara Howell              | Kanada           | narciarstwo dowolne   | 1     | –      | –    | 1     |
| 23.     | Kaillie Humphries        | Kanada           | bobsleje              | 1     | –      | –    | 1     |
| 23.     | Haley Irwin              | Kanada           | hokej na lodzie       | 1     | –      | –    | 1     |
| 23.     | Brianne Jenner           | Kanada           | hokej na lodzie       | 1     | –      | –    | 1     |
| 23.     | Rebecca Johnston         | Kanada           | hokej na lodzie       | 1     | –      | –    | 1     |
| 23.     | Jennifer Jones           | Kanada           | curling               | 1     | –      | –    | 1     |
| 23.     | Kim A-lang               | Korea Południowa | short track           | 1     | –      | –    | 1     |
| 23.     | Kong Sang-jeong          | Korea Południowa | short track           | 1     | –      | –    | 1     |
| 23.     | Justyna Kowalczyk        | Polska           | biegi narciarskie     | 1     | –      | –    | 1     |
| 23.     | Patrizia Kummer          | Szwajcaria       | snowboarding          | 1     | –      | –    | 1     |
| 23.     | Anastasija Kuźmina       | Słowacja         | biathlon              | 1     | –      | –    | 1     |
| 23.     | Charline Labonté         | Kanada           | hokej na lodzie       | 1     | –      | –    | 1     |
| 23.     | Jocelyne Larocque        | Kanada           | hokej na lodzie       | 1     | –      | –    | 1     |
| 23.     | Kaitlyn Lawes            | Kanada           | curling               | 1     | –      | –    | 1     |
| 23.     | Lee Sang-hwa             | Korea Południowa | łyżwiarstwo szybkie   | 1     | –      | –    | 1     |
| 23.     | Marrit Leenstra          | Holandia         | łyżwiarstwo szybkie   | 1     | –      | –    | 1     |
| 23.     | Li Jianrou               | ChRL             | short track           | 1     | –      | –    | 1     |
| 23.     | Julija Lipnicka          | Rosja            | łyżwiarstwo figurowe  | 1     | –      | –    | 1     |
| 23.     | Dawn McEwen              | Kanada           | curling               | 1     | –      | –    | 1     |
| 23.     | Meaghan Mikkelson        | Kanada           | hokej na lodzie       | 1     | –      | –    | 1     |
| 23.     | Heather Moyse            | Kanada           | bobsleje              | 1     | –      | –    | 1     |
| 23.     | Jill Officer             | Kanada           | curling               | 1     | –      | –    | 1     |
| 23.     | Caroline Ouellette       | Kanada           | hokej na lodzie       | 1     | –      | –    | 1     |
| 23.     | Ołena Pidhruszna         | Ukraina          | biathlon              | 1     | –      | –    | 1     |
| 23.     | Marie-Philip Poulin      | Kanada           | hokej na lodzie       | 1     | –      | –    | 1     |
| 23.     | Lauriane Rougeau         | Kanada           | hokej na lodzie       | 1     | –      | –    | 1     |
| 23.     | Eva Samková              | Czechy           | snowboarding          | 1     | –      | –    | 1     |
| 23.     | Wałentyna Semerenko      | Ukraina          | biathlon              | 1     | –      | –    | 1     |
| 23.     | Mikaela Shiffrin         | USA              | narciarstwo alpejskie | 1     | –      | –    | 1     |
| 23.     | Adelina Sotnikowa        | Rosja            | łyżwiarstwo figurowe  | 1     | –      | –    | 1     |
| 23.     | Natalie Spooner          | Kanada           | hokej na lodzie       | 1     | –      | –    | 1     |
| 23.     | Shannon Szabados         | Kanada           | hokej na lodzie       | 1     | –      | –    | 1     |
| 23.     | Marielle Thompson        | Kanada           | narciarstwo dowolne   | 1     | –      | –    | 1     |
| 23.     | Carina Vogt              | Niemcy           | skoki narciarskie     | 1     | –      | –    | 1     |
| 23.     | Jennifer Wakefield       | Kanada           | hokej na lodzie       | 1     | –      | –    | 1     |
| 23.     | Kirsten Wall             | Kanada           | curling               | 1     | –      | –    | 1     |
| 23.     | Catherine Ward           | Kanada           | hokej na lodzie       | 1     | –      | –    | 1     |
| 23.     | Tara Watchorn            | Kanada           | hokej na lodzie       | 1     | –      | –    | 1     |
| 23.     | Hayley Wickenheiser      | Kanada           | hokej na lodzie       | 1     | –      | –    | 1     |
| 23.     | Emma Wikén               | Szwecja          | biegi narciarskie     | 1     | –      | –    | 1     |
| 23.     | Elizabeth Yarnold        | Wielka Brytania  | skeleton              | 1     | –      | –    | 1     |
| 23.     | Zhang Hong               | ChRL             | łyżwiarstwo szybkie   | 1     | –      | –    | 1     |
| 23.     | Zhou Yang                | ChRL             | short track           | 1     | –      | –    | 1     |
| 83.     | Gabriela Koukalová       | Czechy           | biathlon              | –     | 2      | –    | 2     |
| 83.     | Kerttu Niskanen          | Finlandia        | biegi narciarskie     | –     | 2      | –    | 2     |
| 83.     | Aino-Kaisa Saarinen      | Finlandia        | biegi narciarskie     | –     | 2      | –    | 2     |
| 83.     | Tessa Virtue             | Kanada           | łyżwiarstwo figurowe  | –     | 2      | –    | 2     |
| 87.     | Arianna Fontana          | Włochy           | short track           | –     | 1      | 2    | 3     |
| 88.     | Nicole Hosp              | Austria          | narciarstwo alpejskie | –     | 1      | 1    | 2     |
| 88.     | Therese Johaug           | Norwegia         | biegi narciarskie     | –     | 1      | 1    | 2     |
| 90.     | Katarzyna Bachleda-Curuś | Polska           | łyżwiarstwo szybkie   | –     | 1      | –    | 1     |
| 90.     | Kacey Bellamy            | USA              | hokej na lodzie       | –     | 1      | –    | 1     |
| 90.     | Christina Bertrup        | Szwecja          | curling               | –     | 1      | –    | 1     |
| 90.     | Megan Bozek              | USA              | hokej na lodzie       | –     | 1      | –    | 1     |
| 90.     | Torah Bright             | Australia        | snowboarding          | –     | 1      | –    | 1     |
| 90.     | Alex Carpenter           | USA              | hokej na lodzie       | –     | 1      | –    | 1     |
| 90.     | Julie Chu                | USA              | hokej na lodzie       | –     | 1      | –    | 1     |
| 90.     | Kendall Coyne            | USA              | hokej na lodzie       | –     | 1      | –    | 1     |
| 90.     | Natalia Czerwonka        | Polska           | łyżwiarstwo szybkie   | –     | 1      | –    | 1     |
| 90.     | Brianna Decker           | USA              | hokej na lodzie       | –     | 1      | –    | 1     |
| 90.     | Marie-Ève Drolet         | Kanada           | short track           | –     | 1      | –    | 1     |
| 90.     | Chloé Dufour-Lapointe    | Kanada           | narciarstwo dowolne   | –     | 1      | –    | 1     |
| 90.     | Meghan Duggan            | USA              | hokej na lodzie       | –     | 1      | –    | 1     |
| 90.     | Meagan Duhamel           | Kanada           | łyżwiarstwo figurowe  | –     | 1      | –    | 1     |
| 90.     | Fan Kexin                | ChRL             | short track           | –     | 1      | –    | 1     |
| 90.     | Olga Fatkulina           | Rosja            | łyżwiarstwo szybkie   | –     | 1      | –    | 1     |
| 90.     | Lyndsey Fry              | USA              | hokej na lodzie       | –     | 1      | –    | 1     |
| 90.     | Selina Gasparin          | Szwajcaria       | biathlon              | –     | 1      | –    | 1     |
| 90.     | Jessica Hewitt           | Kanada           | short track           | –     | 1      | –    | 1     |
| 90.     | Tatjana Hüfner           | Niemcy           | saneczkarstwo         | –     | 1      | –    | 1     |
| 90.     | Daniela Iraschko-Stolz   | Austria          | skoki narciarskie     | –     | 1      | –    | 1     |
| 90.     | Tatjana Iwanowa          | Rosja            | saneczkarstwo         | –     | 1      | –    | 1     |
| 90.     | Anke Karstens            | Niemcy           | snowboarding          | –     | 1      | –    | 1     |
| 90.     | Amanda Kessel            | USA              | hokej na lodzie       | –     | 1      | –    | 1     |
| 90.     | Kim Yu-na                | Korea Południowa | łyżwiarstwo figurowe  | –     | 1      | –    | 1     |
| 90.     | Hilary Knight            | USA              | hokej na lodzie       | –     | 1      | –    | 1     |
| 90.     | Agnes Knochenhauer       | Szwecja          | curling               | –     | 1      | –    | 1     |
| 90.     | Anne Kyllönen            | Finlandia        | biegi narciarskie     | –     | 1      | –    | 1     |
| 90.     | Krista Lähteenmäki       | Finlandia        | biegi narciarskie     | –     | 1      | –    | 1     |
| 90.     | Jocelyne Lamoureux       | USA              | hokej na lodzie       | –     | 1      | –    | 1     |
| 90.     | Monique Lamoureux        | USA              | hokej na lodzie       | –     | 1      | –    | 1     |
| 90.     | Devin Logan              | USA              | narciarstwo dowolne   | –     | 1      | –    | 1     |
| 90.     | Dominique Maltais        | Kanada           | snowboarding          | –     | 1      | –    | 1     |
| 90.     | Valérie Maltais          | Kanada           | short track           | –     | 1      | –    | 1     |
| 90.     | Marie Martinod           | Francja          | narciarstwo dowolne   | –     | 1      | –    | 1     |
| 90.     | Gigi Marvin              | USA              | hokej na lodzie       | –     | 1      | –    | 1     |
| 90.     | Elana Meyers             | USA              | bobsleje              | –     | 1      | –    | 1     |
| 90.     | Kirsten Moore-Towers     | Kanada           | łyżwiarstwo figurowe  | –     | 1      | –    | 1     |
| 90.     | Kaetlyn Osmond           | Kanada           | łyżwiarstwo figurowe  | –     | 1      | –    | 1     |
| 90.     | Michelle Picard          | USA              | hokej na lodzie       | –     | 1      | –    | 1     |
| 90.     | Noelle Pikus-Pace        | USA              | skeleton              | –     | 1      | –    | 1     |
| 90.     | Maria Prytz              | Szwecja          | curling               | –     | 1      | –    | 1     |
| 90.     | Josephine Pucci          | USA              | hokej na lodzie       | –     | 1      | –    | 1     |
| 90.     | Enni Rukajärvi           | Finlandia        | snowboarding          | –     | 1      | –    | 1     |
| 90.     | Molly Schaus             | USA              | hokej na lodzie       | –     | 1      | –    | 1     |
| 90.     | Marlies Schild           | Austria          | narciarstwo alpejskie | –     | 1      | –    | 1     |
| 90.     | Anne Schleper            | USA              | hokej na lodzie       | –     | 1      | –    | 1     |
| 90.     | Kelsey Serwa             | Kanada           | narciarstwo dowolne   | –     | 1      | –    | 1     |
| 90.     | Margaretha Sigfridsson   | Szwecja          | curling               | –     | 1      | –    | 1     |
| 90.     | Kelli Stack              | USA              | hokej na lodzie       | –     | 1      | –    | 1     |
| 90.     | Lee Stecklein            | USA              | hokej na lodzie       | –     | 1      | –    | 1     |
| 90.     | Marianne St-Gelais       | Kanada           | short track           | –     | 1      | –    | 1     |
| 90.     | Tomoka Takeuchi          | Japonia          | snowboarding          | –     | 1      | –    | 1     |
| 90.     | Jessie Vetter            | USA              | hokej na lodzie       | –     | 1      | –    | 1     |
| 90.     | Veronika Vítková         | Czechy           | biathlon              | –     | 1      | –    | 1     |
| 90.     | Maria Wennerström        | Szwecja          | curling               | –     | 1      | –    | 1     |
| 90.     | Lauryn Williams          | USA              | bobsleje              | –     | 1      | –    | 1     |
| 90.     | Katarzyna Woźniak        | Polska           | łyżwiarstwo szybkie   | –     | 1      | –    | 1     |
| 90.     | Xu Mengtao               | ChRL             | narciarstwo dowolne   | –     | 1      | –    | 1     |
| 90.     | Luiza Złotkowska         | Polska           | łyżwiarstwo szybkie   | –     | 1      | –    | 1     |
| 150.    | Margot Boer              | Holandia         | łyżwiarstwo szybkie   | –     | –      | 2    | 2     |
| 150.    | Olga Graf                | Rosja            | łyżwiarstwo szybkie   | –     | –      | 2    | 2     |
| 152.    | Vicki Adams              | Wielka Brytania  | curling               | –     | –      | 1    | 1     |
| 152.    | Livia Altmann            | Szwajcaria       | hokej na lodzie       | –     | –      | 1    | 1     |
| 152.    | Laura Benz               | Szwajcaria       | hokej na lodzie       | –     | –      | 1    | 1     |
| 152.    | Sara Benz                | Szwajcaria       | hokej na lodzie       | –     | –      | 1    | 1     |
| 152.    | Stefanie Böhler          | Niemcy           | biegi narciarskie     | –     | –      | 1    | 1     |
| 152.    | Nicole Bullo             | Szwajcaria       | hokej na lodzie       | –     | –      | 1    | 1     |
| 152.    | Marissa Castelli         | USA              | łyżwiarstwo figurowe  | –     | –      | 1    | 1     |
| 152.    | Kelly Clark              | USA              | snowboarding          | –     | –      | 1    | 1     |
| 152.    | Romy Eggimann            | Szwajcaria       | hokej na lodzie       | –     | –      | 1    | 1     |
| 152.    | Aja Evans                | USA              | bobsleje              | –     | –      | 1    | 1     |
| 152.    | Vesna Fabjan             | Słowenia         | biegi narciarskie     | –     | –      | 1    | 1     |
| 152.    | Nicole Fessel            | Niemcy           | biegi narciarskie     | –     | –      | 1    | 1     |
| 152.    | Ann Kristin Flatland     | Norwegia         | biathlon              | –     | –      | 1    | 1     |
| 152.    | Sarah Forster            | Szwajcaria       | hokej na lodzie       | –     | –      | 1    | 1     |
| 152.    | Angela Frautschi         | Szwajcaria       | hokej na lodzie       | –     | –      | 1    | 1     |
| 152.    | Gracie Gold              | USA              | łyżwiarstwo figurowe  | –     | –      | 1    | 1     |
| 152.    | Lauren Gray              | Wielka Brytania  | curling               | –     | –      | 1    | 1     |
| 152.    | Teja Gregorin            | Słowenia         | biathlon              | –     | –      | 1    | 1     |
| 152.    | Jamie Greubel            | USA              | bobsleje              | –     | –      | 1    | 1     |
| 152.    | Lara Gut                 | Szwajcaria       | narciarstwo alpejskie | –     | –      | 1    | 1     |
| 152.    | Claire Hamilton          | Wielka Brytania  | curling               | –     | –      | 1    | 1     |
| 152.    | Erin Hamlin              | USA              | saneczkarstwo         | –     | –      | 1    | 1     |
| 152.    | Denise Herrmann          | Niemcy           | biegi narciarskie     | –     | –      | 1    | 1     |
| 152.    | Anna Holmlund            | Szwecja          | narciarstwo dowolne   | –     | –      | 1    | 1     |
| 152.    | Jenny Jones              | Wielka Brytania  | snowboarding          | –     | –      | 1    | 1     |
| 152.    | Hannah Kearney           | USA              | narciarstwo dowolne   | –     | –      | 1    | 1     |
| 152.    | Carien Kleibeuker        | Holandia         | łyżwiarstwo szybkie   | –     | –      | 1    | 1     |
| 152.    | Amelie Kober             | Niemcy           | snowboarding          | –     | –      | 1    | 1     |
| 152.    | Carolina Kostner         | Włochy           | łyżwiarstwo figurowe  | –     | –      | 1    | 1     |
| 152.    | Kim Lamarre              | Kanada           | narciarstwo dowolne   | –     | –      | 1    | 1     |
| 152.    | Lydia Lassila            | Australia        | narciarstwo dowolne   | –     | –      | 1    | 1     |
| 152.    | Jessica Lutz             | Szwajcaria       | hokej na lodzie       | –     | –      | 1    | 1     |
| 152.    | Jekatierina Łobyszewa    | Rosja            | łyżwiarstwo szybkie   | –     | –      | 1    | 1     |
| 152.    | Julia Mancuso            | USA              | narciarstwo alpejskie | –     | –      | 1    | 1     |
| 152.    | Julia Marty              | Szwajcaria       | hokej na lodzie       | –     | –      | 1    | 1     |
| 152.    | Stefanie Marty           | Szwajcaria       | hokej na lodzie       | –     | –      | 1    | 1     |
| 152.    | Coline Mattel            | Francja          | skoki narciarskie     | –     | –      | 1    | 1     |
| 152.    | Eve Muirhead             | Wielka Brytania  | curling               | –     | –      | 1    | 1     |
| 152.    | Alina Müller             | Szwajcaria       | hokej na lodzie       | –     | –      | 1    | 1     |
| 152.    | Katrin Nabholz           | Szwajcaria       | hokej na lodzie       | –     | –      | 1    | 1     |
| 152.    | Jelena Nikitina          | Rosja            | skeleton              | –     | –      | 1    | 1     |
| 152.    | Stina Nilsson            | Szwecja          | biegi narciarskie     | –     | –      | 1    | 1     |
| 152.    | Claudia Nystad           | Niemcy           | biegi narciarskie     | –     | –      | 1    | 1     |
| 152.    | Karin Oberhofer          | Włochy           | biathlon              | –     | –      | 1    | 1     |
| 152.    | Ayana Onozuka            | Japonia          | narciarstwo dowolne   | –     | –      | 1    | 1     |
| 152.    | Lucia Peretti            | Włochy           | short track           | –     | –      | 1    | 1     |
| 152.    | Evelina Raselli          | Szwajcaria       | hokej na lodzie       | –     | –      | 1    | 1     |
| 152.    | Viktoria Rebensburg      | Niemcy           | narciarstwo alpejskie | –     | –      | 1    | 1     |
| 152.    | Alona Sawczenko          | Niemcy           | łyżwiarstwo figurowe  | –     | –      | 1    | 1     |
| 152.    | Florence Schelling       | Szwajcaria       | hokej na lodzie       | –     | –      | 1    | 1     |
| 152.    | Nadieżda Skardino        | Białoruś         | biathlon              | –     | –      | 1    | 1     |
| 152.    | Julija Skokowa           | Rosja            | łyżwiarstwo szybkie   | –     | –      | 1    | 1     |
| 152.    | Anna Sloan               | Wielka Brytania  | curling               | –     | –      | 1    | 1     |
| 152.    | Lara Stalder             | Szwajcaria       | hokej na lodzie       | –     | –      | 1    | 1     |
| 152.    | Phoebe Stanz             | Szwajcaria       | hokej na lodzie       | –     | –      | 1    | 1     |
| 152.    | Kristin Størmer Steira   | Norwegia         | biegi narciarskie     | –     | –      | 1    | 1     |
| 152.    | Anja Stiefel             | Szwajcaria       | hokej na lodzie       | –     | –      | 1    | 1     |
| 152.    | Jekatierina Szychowa     | Rosja            | łyżwiarstwo szybkie   | –     | –      | 1    | 1     |
| 152.    | Sandra Thalmann          | Szwajcaria       | hokej na lodzie       | –     | –      | 1    | 1     |
| 152.    | Elīza Tīruma             | Łotwa            | saneczkarstwo         | –     | –      | 1    | 1     |
| 152.    | Chloé Trespeuch          | Francja          | snowboarding          | –     | –      | 1    | 1     |
| 152.    | Martina Valcepina        | Włochy           | short track           | –     | –      | 1    | 1     |
| 152.    | Elena Viviani            | Włochy           | short track           | –     | –      | 1    | 1     |
| 152.    | Ashley Wagner            | USA              | łyżwiarstwo figurowe  | –     | –      | 1    | 1     |
| 152.    | Nina Waidacher           | Szwajcaria       | hokej na lodzie       | –     | –      | 1    | 1     |
| 152.    | Fanny Horn Welle-Strand  | Norwegia         | biathlon              | –     | –      | 1    | 1     |
| 152.    | Heidi Weng               | Norwegia         | biegi narciarskie     | –     | –      | 1    | 1     |
| 152.    | Dorothea Wierer          | Włochy           | biathlon              | –     | –      | 1    | 1     |
| 152.    | Alona Zawarzina          | Rosja            | snowboarding          | –     | –      | 1    | 1     |
| 152.    | Kathrin Zettel           | Austria          | narciarstwo alpejskie | –     | –      | 1    | 1     |

### Klasyfikacja państw
Poniżej przedstawiono dziesięć państw z największymi dorobkami medalowymi podczas igrzysk w Soczi.
| Miejsce | Państwo    | Złoto | Srebro | Brąz | Razem |
| ------- | ---------- | ----- | ------ | ---- | ----- |
| 1.      | Rosja      | 11    | 9      | 9    | 29    |
| 2.      | Norwegia   | 11    | 5      | 10   | 26    |
| 3.      | Kanada     | 10    | 10     | 5    | 25    |
| 4.      | USA        | 9     | 7      | 12   | 28    |
| 5.      | Holandia   | 8     | 7      | 9    | 24    |
| 6.      | Niemcy     | 8     | 6      | 5    | 19    |
| 7.      | Szwajcaria | 6     | 3      | 2    | 11    |
| 8.      | Białoruś   | 5     | –      | 1    | 6     |
| 9.      | Austria    | 4     | 8      | 5    | 17    |
| 10.     | Francja    | 4     | 4      | 7    | 15    |